# Sebezhető állatfajok listája
Az alábbi a lista azokat az állatfajokat, illetve alfajokat tartalmazza, amelyek a Természetvédelmi Világszövetség Vörös Listáján a Sebezhető (Vulnerable) besorolást kapták.
A lista a Vörös Lista 2010-es változatán alapszik. Eszerint 4467 állatfaj tartozik a „Sebezhető” kategóriába.

## Annelida

### Oligochaeta

#### Haplotaxida

##### Komarekionidae
- Komarekiona eatoni

##### Megascolecidae
- Driloleirus americanus
- Driloleirus macelfreshi
- Megascolides australis

## Arthropoda

### Arachnida

#### Araneae

##### Araneidae
- Meta dolloff

##### Pisauridae
- Dolomedes plantarius

##### Linyphiidae
- Troglohyphantes gracilis
- Troglohyphantes similis
- Troglohyphantes spinipes

##### Lycosidae
- Pardosa diuturna
- Sosippus placidus

##### Theraphosidae
- Poecilotheria striata
- Thrigmopoeus insignis

#### Opiliones

##### Phalangodidae
- Banksula melones

#### Pseudoscorpionida

##### Neobisiidae
- Fissilicreagris imperialis

### Chilopoda

#### Scolopendromorpha

##### Scolopendridae
- Scolopendra abnormis

### Crustacea

#### Amphipoda

##### Crangonyctidae
- Allocrangonyx hubrichti
- Allocrangonyx pellucidus
- Crangonyx grandimanus
- Crangonyx hobbsi
- Stygobromus araeus
- Stygobromus arizonensis
- Stygobromus balconis
- Stygobromus barri
- Stygobromus bifurcatus
- Stygobromus bowmani
- Stygobromus clantoni
- Stygobromus conradi
- Stygobromus cooperi
- Stygobromus dejectus
- Stygobromus elatus
- Stygobromus emarginatus
- Stygobromus ephemerus
- Stygobromus flagellatus
- Stygobromus gradyi
- Stygobromus hadenoecus
- Stygobromus harai
- Stygobromus heteropodus
- Stygobromus hubbsi
- Stygobromus identatus
- Stygobromus longipes
- Stygobromus mackenziei
- Stygobromus montanus
- Stygobromus morrisoni
- Stygobromus mundus
- Stygobromus nortoni
- Stygobromus onondagaensis
- Stygobromus ozarkensis
- Stygobromus parvus
- Stygobromus pizzinii
- Stygobromus putealis
- Stygobromus reddelli
- Stygobromus smithii
- Stygobromus spinatus
- Stygobromus stellmacki
- Stygobromus subtilis
- Stygobromus wengerorum

##### Gammaridae
- Gammarus bousfieldi
- Gammarus hyalelloides
- Gammarus pecos

##### Niphargidae
- Carinurella paradoxa
- Niphargobates lefkodemonaki
- Niphargobates orophobata
- Niphargus aberrans
- Niphargus hadzii
- Niphargus hrabei
- Niphargus sphagnicolus
- Niphargus spoeckeri
- Niphargus stenopus
- Niphargus timavi
- Niphargus valachicus

##### Paramelitidae
- Paramelita flexa

#### Anaspidacea

##### Anaspididae
- Allanaspides helonomus
- Allanaspides hickmani
- Paranaspides lacustris

##### Psammaspidae
- Eucrenonaspides oinotheke

#### Anomopoda

##### Chydoridae
- Alona hercegovinae
- Alona sketi
- Alona smirnovi
- Rhynchochydorus australiensis

##### Daphniidae
- Daphnia coronata
- Daphnia jollyi
- Daphnia nivalis
- Daphnia occidentalis

#### Anostraca

##### Branchinectidae
- Branchinecta lynchi

##### Branchipodidae
- Parartemia contracta

##### Chirocephalidae
- Chirocephalus croaticus
- Chirocephalus pelagonicus
- Chirocephalus reiseri

##### Thamnocephalidae
- Branchinella apophysata
- Branchinella basispina
- Branchinella denticulata
- Branchinella simplex
- Branchinella wellardi

#### Calanoida

##### Centropagidae
- Boeckella bispinosa
- Boeckella calcaris
- Boeckella geniculata
- Boeckella nyoraensis
- Boeckella shieli
- Calamoecia australica
- Calamoecia elongata
- Calamoecia zeidleri
- Hemiboeckella powellensis

##### Diaptomidae
- Aglaodiaptomus kingsburyae
- Aglaodiaptomus marshianus
- Allodiaptomus satanas
- Arctodiaptomus burduricus
- Arctodiaptomus euacanthus
- Arctodiaptomus kamtschaticus
- Arctodiaptomus michaeli
- Dussartius baeticus
- Eodiaptomus lumholtzi
- Eodiaptomus shihi
- Heliodiaptomus kolleruensis
- Heliodiaptomus pulcher
- Hesperodiaptomus augustaensis
- Hesperodiaptomus californiensis
- Lovenula excellens
- Lovenula simplex
- Mastigodiaptomus purpureus
- Metadiaptomus capensis
- Metadiaptomus purcelli
- Neodiaptomus intermedius
- Neodiaptomus laii
- Neodiaptomus lymphatus
- Neodiaptomus physalipus
- Notodiaptomus dubius
- Notodiaptomus maracaibensis
- Paradiaptomus natalensis
- Phyllodiaptomus wellekensae
- Skistodiaptomus carolinensis
- Stygodiaptomus kieferi
- Stygodiaptomus petkovskii
- Thermodiaptomus galeboides
- Tropodiaptomus burundensis
- Tropodiaptomus kilimensis
- Tropodiaptomus kissi
- Tropodiaptomus neumanni
- Tropodiaptomus simplex
- Tropodiaptomus stuhlmanni

##### Temoridae
- Epischura baikalensis

#### Conchostraca

##### Leptestheriidae
- Eoleptestheria spinosa

##### Limnadiidae
- Imnadia banatica
- Imnadia cristata
- Imnadia panonica

#### Cyclopoida

##### Cyclopidae
- Acanthocyclops hypogeus
- Mesocyclops insulensis
- Metacyclops gasparoi
- Metacyclops postojnae
- Tropocyclops federensis
- Tropocyclops nananae

#### Decapoda

##### Astacidae
- Astacus astacus
- Austropotamobius pallipes
- Austropotamobius torrentium

##### Atyidae
- Troglocaris anophthalmus
- Typhlatya monae

##### Cambaridae
- Cambarellus diminutus
- Cambarellus lesliei
- Cambarus batchi
- Cambarus bouchardi
- Cambarus catagius
- Cambarus chaugaensis
- Cambarus coosawattae
- Cambarus cryptodytes
- Cambarus cymatilis
- Cambarus elkensis
- Cambarus extraneus
- Cambarus fasciatus
- Cambarus georgiae
- Cambarus hiwasseensis
- Cambarus howardi
- Cambarus miltus
- Cambarus nerterius
- Cambarus obeyensis
- Cambarus parrishi
- Cambarus pecki
- Cambarus pristinus
- Cambarus reburrus
- Cambarus scotti
- Cambarus speciosus
- Cambarus spicatus
- Cambarus unestami
- Cambarus veteranus
- Distocambarus devexus
- Distocambarus youngineri
- Fallicambarus burrisi
- Fallicambarus danielae
- Fallicambarus gilpini

- Fallicambarus gordoni
- Fallicambarus strawni
- Hobbseus attenuatus
- Hobbseus cristatus
- Hobbseus orconectoides
- Hobbseus petilus
- Hobbseus valleculus
- Hobbseus yalobushensis
- Orconectes bisectus
- Orconectes cooperi
- Orconectes deanae
- Orconectes hartfieldi
- Orconectes holti
- Orconectes incomptus
- Orconectes jeffersoni
- Orconectes jonesi
- Orconectes kentuckiensis
- Orconectes maletae
- Orconectes marchandi
- Orconectes menae
- Orconectes mississippiensis
- Orconectes packardi
- Orconectes peruncus
- Orconectes quadruncus
- Orconectes sloanii
- Orconectes stannardi
- Orconectes wrighti
- Procambarus apalachicolae
- Procambarus barbiger
- Procambarus brazoriensis
- Procambarus cometes
- Procambarus connus
- Procambarus echinatus
- Procambarus escambiensis
- Procambarus fitzpatricki
- Procambarus gibbus
- Procambarus lagniappe
- Procambarus latipleurum
- Procambarus leitheuseri
- Procambarus nechesae
- Procambarus nigrocinctus
- Procambarus orcinus
- Procambarus pictus
- Procambarus plumimanus
- Procambarus pogum
- Procambarus rathbunae
- Procambarus reimeri

##### Gecarcinucidae
- Adeleana forcarti
- Arachnothelphusa melanippe
- Austrothelphusa tigrina
- Austrothelphusa valentula
- Heterothelphusa fatum
- Irmengardia johnsoni
- Liotelphusa quadrata
- Mainitia mainitensis
- Mekhongthelphusa kengsaphu
- Mekhongthelphusa tetragona
- Nautilothelphusa zimmeri
- Oziothelphusa biloba
- Oziothelphusa hippocastanum
- Oziothelphusa ritigala
- Oziothelphusa stricta
- Oziothelphusa wagrakarowensis
- Parathelphusa balabac
- Parathelphusa cabayugan
- Parathelphusa crocea
- Parathelphusa maindroni
- Parathelphusa ovum
- Parathelphusa pantherina
- Parathelphusa possoensis
- Perbrinckia fenestra
- Perbrinckia integra
- Phricotelphusa callianira
- Phricotelphusa elegans
- Phricotelphusa limula
- Phricotelphusa ranongi
- Sayamia maehongsonensis
- Stygothelphusa bidiensis
- Sundathelphusa minahassae
- Sundathelphusa rubra

##### Palaemonidae
- Palaemonetes cummingi

##### Parastacidae
- Cherax destructor
- Cherax quadricarinatus
- Cherax tenuimanus
- Engaeus phyllocercus
- Euastacus armatus
- Euastacus bispinosus
- Euastacus eungella
- Euastacus fleckeri
- Euastacus hystricosus
- Euastacus neodiversus
- Euastacus setosus

##### Potamidae
- Cryptopotamon anacoluthon
- Geothelphusa miyakoensis
- Geothelphusa nanao
- Geothelphusa pingtung
- Geothelphusa takuan
- Geothelphusa taroko
- Geothelphusa wangi
- Geothelphusa wutai
- Indochinamon cua
- Indochinamon guttum
- Indochinamon mieni
- Iomon luangprabangensis
- Isolapotamon bauense
- Johora counsilmani
- Johora gapensis
- Johora johorensis
- Johora thoi
- Malayopotamon granulatum
- Nanhaipotamon formosanum
- Nemoron nomas
- Parapotamon spinescens
- Potamon bileki
- Pupamon phrae
- Sinopotamon ebianense
- Sinopotamon hanyangense
- Stelomon erawanense
- Stelomon kanchanaburiense
- Stoliczia bella
- Stoliczia changmanae
- Stoliczia cognata
- Stoliczia goal
- Stoliczia karenae
- Stoliczia kedahensis
- Stoliczia leoi
- Stoliczia pahangensis
- Stoliczia panhai
- Stoliczia perlensis
- Stoliczia tweedei
- Tiwaripotamon edostilus

##### Potamonautidae
- Boreas uglowi
- Liberonautes nimba
- Madagapotamon humberti
- Potamonautes choloensis
- Potamonautes gerdalensis
- Potamonautes ignestii
- Potamonautes infravallatus
- Potamonautes lividus
- Potamonautes montivagus
- Potamonautes pilosus
- Potamonautes raybouldi
- Potamonautes reidi
- Potamonautes triangulus
- Potamonautes unisulcatus
- Potamonautes xiphoidus
- Potamonemus sachsi

##### Pseudothelphusidae
- Allacanthos pittieri
- Chaceus ibiricensis
- Elsalvadoria zurstrasseni
- Epilobocera haytensis
- Epilobocera wetherbeei
- Fredius granulatus
- Hypolobocera alata
- Hypolobocera andagoensis
- Hypolobocera barbacensis
- Hypolobocera cajambrensis
- Hypolobocera gracilignatha
- Hypolobocera rathbuni
- Hypolobocera rotundilobata
- Hypolobocera velezi
- Lindacatalina sumacensis
- Microthelphusa forcarti
- Moritschus altaquerensis
- Moritschus ecuadorensis
- Neopseudothelphusa fossor
- Phrygiopilus acanthophallus
- Potamocarcinus hartmanni
- Potamocarcinus roatensis
- Ptychophallus tristani
- Raddaus mertensi
- Rodriguezus trujillensis

##### Trichodactylidae
- Avotrichodactylus oaxensis
- Bottiella cucutensis
- Bottiella medemi

#### Harpacticoida

##### Ameiridae
- Nitocrella slovenica
- Nitocrella stochi

##### Canthocamptidae
- Canthocamptus dedeckkeri
- Canthocamptus echinopyge
- Canthocamptus longipes
- Canthocamptus mammillifurca
- Canthocamptus sublaevis
- Canthocamptus tasmaniae
- Ceuthonectes rouchi
- Elaphoidella amabilis
- Elaphoidella franci
- Elaphoidella jeanneli
- Elaphoidella kieferi
- Fibulacamptus bisetosus
- Fibulacamptus gracilior
- Paramorariopsis anae
- Pseudomoraria triglavensis

##### Darcythompsoniidae
- Leptocaris stromatolicolus

#### Isopoda

##### Asellidae
- Caecidotea macropoda
- Caecidotea nickajackensis
- Lirceus culveri
- Proasellus parvulus
- Proasellus slovenicus

##### Cirolanidae
- Antrolana lira
- Arubolana imula
- Mexilana saluposi
- Sphaerolana karenae

##### Phreatoicidae
- Onchotelson brevicaudatus
- Onchotelson spatulatus
- Uramphisopus pearsoni

##### Sphaeromatidae
- Monolistra calopyge
- Monolistra schottlaenderi

##### Stenasellidae
- Mexistenasellus nulemex
- Mexistenasellus parzefalli
- Mexistenasellus wilkensi

##### Trichoniscidae
- Calconiscellus gotscheensis
- Haplophthalmus abbreviatus
- Haplophthalmus rhinoceros
- Metatrichoniscoides celticus
- Moserius percoi

#### Myodocopida

##### Cypridinidae
- Zonocypretta kalimna

#### Podocopida

##### Candonidae
- Fabaeformiscandona aemonae
- Pseudocandona cavicola
- Pseudocandona pretneri
- Pseudocandona trigonelia

##### Limnocytheridae
- Leucocythere helenae
- Limnocythere porphyretica

##### Notodromadidae
- Newnhamia fuscata
- Newnhamia insolita

### Diplopoda

#### Spirostreptida

##### Spirostreptidae
- Doratogonus avius
- Doratogonus barbatus
- Doratogonus herberti
- Doratogonus hoffmani
- Doratogonus meridionalis
- Doratogonus natalensis
- Doratogonus precarius

### Insecta

#### Coleoptera

##### Buprestidae
- Buprestis splendens

##### Carabidae
- Carabus olympiae

##### Cerambycidae
- Cerambyx cerdo
- Macrodontia cervicornis
- Morimus funereus
- Rosalia alpina

##### Cetoniidae
- Osmoderma eremita

##### Cicindelidae
- Cicindela columbica

##### Cucujidae
- Cucujus cinnaberinus

##### Curculionidae
- Gymnopholus lichenifer

##### Dytiscidae
- Acilius duvergeri
- Deronectes depressicollis
- Deronectes ferrugineus
- Dytiscus latissimus
- Graphoderus bilineatus
- Meladema lanio

##### Elmidae
- Stenelmis gammoni

##### Leiodidae
- Glacicavicola bathysciodes

##### Lucanidae
- Colophon cameroni
- Colophon neli
- Colophon stokoei
- Colophon westwoodi

##### Scarabaeidae
- Aegialia concinna
- Aegialia crescenta
- Pseudocotalpa giulianii

##### Tenebrionidae
- Coelus globosus
- Coelus gracilis

#### Diptera

##### Tabanidae
- Brennania belkini

#### Ephemeroptera

##### Siphlonuridae
- Tasmanophlebi lacus-coerulei

#### Grylloblattaria

##### Grylloblattidae
- Grylloblatta chirurgica

#### Hymenoptera

##### Formicidae
- Acanthomyops latipes
- Acanthomyops murphii
- Anergates atratulus
- Anoplolepis nuptialis
- Antichthonidris bidentatus
- Aphaenogaster bidentatus
- Camponotus universitatis
- Cardiocondyla zoserka
- Cataglyphis hannae
- Chalepoxenus brunneus
- Chalepoxenus kutteri
- Chalepoxenus muellerianus
- Chalepoxenus spinosus
- Chalepoxenus tarbinskii
- Chalepoxenus tauricus
- Chalepoxenus tramieri
- Chalepoxenus zabelini
- Crematogaster atilanica
- Crematogaster pilosa
- Doronomyrmex goesswaldi
- Doronomyrmex kutteri
- Doronomyrmex pacis
- Doronomyrmex pocahontas
- Dorymyrmex insanus
- Epimyrma adlerzi
- Epimyrma africana
- Epimyrma algeriana
- Epimyrma bernardi
- Epimyrma corsica
- Epimyrma goridaghini
- Epimyrma kraussei
- Epimyrma ravouxi
- Epimyrma stumperi
- Epimyrma tamarae
- Epimyrma zaleskyi
- Formica dirksi
- Formica talbotae
- Formicoxenus chamberlini
- Formicoxenus nitidulus
- Formicoxenus provancheri
- Formicoxenus quebecensis
- Formicoxenus sibiricus
- Harpagoxenus canadensis
- Harpagoxenus sublaevis
- Harpgoxenus zaisanicus
- Kyidris media
- Kyidris yaleogyna
- Lasius reginae
- Leptothorax buschingeri
- Leptothorax duloticus
- Leptothorax faberi
- Leptothorax minutissimus
- Manica parasitica
- Megalomyrmex symmetochus
- Monomorium effractor
- Monomorium hospitum
- Monomorium inquilinum
- Monomorium noualhieri
- Monomorium pergandei
- Monomorium santschii
- Monomorium talbotae
- Myrmecia inquilina
- Myrmica bibikoffi
- Myrmica colax
- Myrmica ereptrix
- Myrmica faniensis
- Myrmica hirsuta
- Myrmica kabylica
- Myrmica lampra
- Myrmica laurae
- Myrmica lemasnei
- Myrmica myrmicoxena
- Myrmica quebecensis
- Myrmica samnitica
- Myrmica symbiotica
- Myrmica winterae
- Myrmoxenus gordiagini
- Oxyepoecus bruchi
- Oxyepoecus daguerrei
- Oxyepoecus inquilina
- Pheidole acutidens
- Pheidole argentina
- Pheidole elecebra
- Pheidole inquilina
- Pheidole lanuginosa
- Pheidole microgyna
- Pheidole neokohli
- Pheidole oculata
- Pheidole parasitica
- Pheidole symbiotica
- Plagiolepis ampeloni
- Plagiolepis grassei
- Plagiolepis regis
- Pogonomyrmex anergismus
- Pogonomyrmex colei
- Polyergus breviceps
- Polyergus lucidus
- Polyergus nigerrimus
- Polyergus samurai
- Protomognathus americanus
- Pseudoatta argentina
- Pseudomyrmex leptosus
- Rhoptromyrmex mayri
- Rhoptromyrmex schmitzi
- Rossomyrmex minuchae
- Rossomyrmex proformicarum
- Serrastruma inquilina
- Solenopsis daguerrei
- Solenopsis solenopsidis
- Strongylognathus afer
- Strongylognathus alboini
- Strongylognathus alpinus
- Strongylognathus arnoldii
- Strongylognathus caeciliae
- Strongylognathus cecconii
- Strongylognathus chelifer
- Strongylognathus christophi
- Strongylognathus dalmaticus
- Strongylognathus destefanii
- Strongylognathus emeryi
- Strongylognathus foreli
- Strongylognathus huberi
- Strongylognathus insularis
- Strongylognathus italicus
- Strongylognathus karawajevi
- Strongylognathus kervillei
- Strongylognathus koreanus
- Strongylognathus kratochvilli
- Strongylognathus minutus
- Strongylognathus palaestinensis
- Strongylognathus pisarskii
- Strongylognathus rehbinderi
- Strongylognathus ruzskyi
- Strongylognathus silvestrii
- Strumigenys xenos
- Teleutomyrmex kutteri
- Teleutomyrmex schneideri
- Tetramorium microgyna
- Tetramorium parasiticum

#### Lepidoptera

##### Hesperiidae
- Hesperia dacotae
- Pyrgus cirsii

##### Lasiocampidae
- Phyllodesma ilicifolia

##### Lycaenidae
- Alaena margaritacea
- Aloeides caledoni
- Aloeides carolynnae
- Aloeides dentatis
- Aloeides egerides
- Aloeides kaplani
- Aloeides lutescens
- Aloeides merces
- Aloeides nollothi
- Aloeides nubilus
- Aloeides pringlei
- Aloeides rossouwi
- Aslauga australis
- Capys penningtoni
- Cyanophrys bertha
- Erikssonia acraeina
- Iolaus lulua
- Lepidochrysops badhami
- Lepidochrysops balli
- Lepidochrysops jefferyi
- Lepidochrysops littoralis
- Lepidochrysops loewensteini
- Lepidochrysops oosthuizeni
- Lepidochrysops outeniqua
- Lepidochrysops penningtoni
- Lepidochrysops pephredo
- Lepidochrysops poseidon
- Lepidochrysops pringlei
- Lepidochrysops quickelbergei
- Lepidochrysops swanepoeli
- Lepidochrysops titei
- Lepidochrysops victori
- Lepidochrysops wykehami
- Lycaena hermes
- Lycaena ottomanus
- Maculinea rebeli
- Orachrysops ariadne
- Phasis pringlei
- Plebejus hesperica
- Plebejus trappi
- Poecilmitis adonis
- Poecilmitis azurius
- Poecilmitis balli
- Poecilmitis daphne
- Poecilmitis endymion
- Poecilmitis henningi
- Poecilmitis hyperion
- Poecilmitis irene
- Poecilmitis kaplani
- Poecilmitis lyncurium
- Poecilmitis lyndseyae
- Poecilmitis orientalis
- Poecilmitis penningtoni
- Poecilmitis pyramus
- Poecilmitis stepheni
- Poecilmitis trimeni
- Poecilmitis wykehami
- Strymon avalona
- Thestor compassbergae
- Thestor dryburghi
- Thestor kaplani
- Thestor pringlei
- Thestor rossouwi
- Thestor stepheni
- Thestor strutti
- Thestor swanepoeli
- Thestor tempe
- Thestor yildizae

##### Nymphalidae
- Amauris nossima
- Amauris phoedon
- Boloria acrocnema
- Erebia christi
- Erebia epistgyne
- Erebia sudetica
- Euploea andamanensis
- Euploea cordelia
- Euploea euphon
- Euploea lacon
- Euploea magou
- Euploea scherzeri
- Hipparchia azorina
- Hipparchia maderensis
- Hipparchia occidentalis
- Idea electra
- Idea tambusisiana
- Ideopsis oberthurii
- Parantica clinias
- Parantica dabrerai
- Parantica dannatti
- Parantica garamantis
- Parantica hypowattan
- Parantica philo
- Parantica phyle
- Parantica toxopei
- Parantica wegneri
- Pseudochazara euxina
- Tirumala euploeomorpha

##### Papilionidae
- Atrophaneura atropos
- Atrophaneura luchti
- Atrophaneura schadenbergi
- Battus zetides
- Bhutanitis ludlowi
- Eurytides iphitas
- Graphium epaminondas
- Graphium idaeoides
- Graphium meeki
- Graphium megaera
- Graphium procles
- Graphium stresemanni
- Ornithoptera aesacus
- Ornithoptera rothschildi
- Papilio carolinensis
- Papilio esperanza
- Papilio jordani
- Papilio leucotaenia
- Papilio mangoura
- Papilio neumoegeni
- Papilio osmana
- Papilio phorbanta
- Parides ascanius
- Parnassius apollo
- Parnassius autocrator
- Protographium marcellinus
- Troides dohertyi
- Troides prattorum
- Zerynthia caucasica

##### Pieridae
- Pieris cheiranthi

#### Odonata

##### Aeshnidae
- Acanthaeschna victoria
- Aeshna yemenensis
- Boyeria cretensis
- Cephalaeschna acutifrons
- Gynacantha bispina
- Gynacantha constricta
- Planaeschna celia

##### Amphipterygidae
- Pentaphlebia stahli

##### Austropetaliidae
- Phyllopetalia excrescens

##### Calopterygidae
- Calopteryx exul
- Hetaerina rudis
- Umma declivium
- Umma femina

##### Chlorocyphidae
- Africocypha lacuselephantum
- Chlorocypha centripunctata
- Chlorocypha jacksoni
- Libellago andamanensis
- Platycypha auripes
- Rhinocypha dorsosanguinea
- Rhinocypha latimacula

##### Chlorogomphidae
- Chlorogomphus brevistigma
- Chlorogomphus gracilis
- Chlorogomphus nakamurai
- Chlorogomphus selysi

##### Coenagrionidae
- Africallagma cuneistigma
- Agriocnemis angustirami
- Antiagrion blanchardi
- Argia sabino
- Ceriagrion citrinum
- Enallagma truncatum
- Ischnura abyssinica
- Ischnura gemina
- Ischnura pamelae
- Megalagrion oahuense
- Megalagrion oceanicum
- Megalagrion pacificum
- Megalagrion xanthomelas
- Mortonagrion hirosei
- Pericnemis triangularis
- Pseudagrion arabicum
- Pseudagrion bicoerulans
- Pseudagrion guichardi
- Pseudagrion kaffinum
- Pseudagrion newtoni
- Pseudagrion pontogenes
- Pyrrhosoma elisabethae
- Teinobasis alluaudi

##### Cordulegastridae
- Cordulegaster helladica
- Cordulegaster princeps
- Cordulegaster sayi
- Cordulegaster trinacriae

##### Corduliidae
- Idomacromia jillianae
- Metaphya elongata
- Somatochlora margarita
- Syncordulia gracilis
- Syncordulia venator
- Williamsonia lintneri

##### Euphaeidae
- Bayadera hyalina
- Euphaea basalis

##### Gomphidae
- Antipodogomphus dentosus
- Ceratogomphus triceraticus
- Crenigomphus abyssinicus
- Crenigomphus denticulatus
- Cyclogomphus gynostylus
- Gomphus lucasii
- Gomphus sandrius
- Gomphus westfalli
- Hemigomphus magela
- Macrogomphus lankanensis
- Nepogomphoides stuhlmanni
- Onychogomphus assimilis
- Onychogomphus costae
- Onychogomphus macrodon
- Paragomphus sinaiticus
- Paragomphus tachyerges
- Perigomphus pallidistylus
- Phyllogomphoides joaquini
- Stylurus potulentus
- Stylurus townesi

##### Isostictidae
- Lithosticta macra

##### Libellulidae
- Atoconeura aethiopica
- Bironides teuchestes
- Brachythemis fuscopalliata
- Diplacina arsinoe
- Libellula jesseana
- Micrathyria divergens
- Micrathyria pseudhypodidyma
- Orthetrum poecilops
- Sympetrum gracile
- Urothemis abbotti

##### Macromiidae
- Macromia erato
- Macromia irina
- Macromia splendens

##### Perilestidae
- Nubiolestes diotima

##### Platycnemididae
- Arabicnemis caerulea
- Coeliccia exoleta
- Coeliccia flavostriata
- Lieftinckia lairdi
- Metacnemis angusta
- Risiocnemis pulchra
- Stenocnemis pachystigma

##### Platystictidae
- Drepanosticta centrosaurus
- Protosticta khaosoidaoensis

##### Protoneuridae
- Arabineura khalidi
- Chlorocnemis contraria
- Elattoneura dorsalis
- Elattoneura pasquinii
- Nososticta phoenissa
- Nososticta plagioxantha

##### Pseudostigmatidae
- Coryphagrion grandis
- Mecistogaster asticta

##### Synlestidae
- Ecchlorolestes peringueyi

##### Synthemistidae
- Synthemis alecto

#### Orthoptera

##### Acrididae
- Acrolophitus pulchellus
- Appalachia arcana
- Chloealtis aspasma
- Chortipphus acroleucus
- Eximacris superbum
- Miramella irena
- Odontopodisma montana
- Odontopodisma rubripes
- Stenobothrus eurasius
- Zubovskia banatica

##### Eumastacidae
- Eumorsea pinaleno
- Psychomastatix deserticola

##### Gryllidae
- Caconemobius howarthi
- Caconemobius schauinslandi
- Caconemobius varius
- Cycloptilum irregularis
- Hawaii barlangi tücsök
- Thaumatogryllus variegatus

##### Rhaphidophoridae
- Daihinibaenetes arizonensis
- Macrobaenetes kelsoensis
- Macrobaenetes valgum
- Pristoceuthophilus sp. nov.
- Tasmanoplectron isolatum
- Utabaenetes tanneri

##### Stenopelmatidae
- Ammopelmatus kelsoensis
- Ammopelmatus muwu
- Deinacrida fallai
- Deinacrida heteracantha
- Deinacrida rugosa
- Stenopelmatus cahuilaensis
- Stenopelmatus navajo

##### Tetrigidae
- Bienkotetrix transsylvanicus
- Tetrix sierrane

##### Tettigoniidae
- Austrosaga spinifer
- Baetica ustulata
- Banza nihoa
- Belocephalus micanopy
- Belocephalus sleighti
- Enconocephalus remotus
- Hemisaga lucifer
- Hemisaga vepreculae
- Isophya harzi
- Metrioptera domogledi
- Onconotus servillei
- Pachysaga munggai
- Phasmodes jeeba
- Psacadonotus seriatus
- Saga pedo
- Windbalea viride
- Zaprochilus ninae

#### Plecoptera

##### Gripopterygidae
- Leptoperla cacuminis
- Riekoperla darlingtoni

## Chordata

### Actinopterygii

#### Acipenseriformes

##### Acipenseridae
- Acipenser baerii
- Acipenser brevirostrum
- Acipenser naccarii
- Acipenser ruthenus
- Scaphirhynchus platorynchus

##### Polyodontidae
- Polyodon spathula

#### Atheriniformes

##### Atherinidae
- Atherinomorus lineatus
- Chirostoma arge
- Chirostoma bartoni
- Craterocephalus amniculus
- Craterocephalus dalhousiensis
- Craterocephalus gloveri
- Craterocephalus lacustris
- Menidia extensa
- Paratherina cyanea
- Paratherina labiosa
- Paratherina striata
- Paratherina wolterecki
- Tominanga aurea
- Tominanga sanguicauda

##### Bedotiidae
- Bedotia geayi
- Bedotia marojejy
- Bedotia masoala
- Bedotia sp. nov. 'Ankavia-Ankavanana'
- Bedotia sp. nov. 'Bemarivo'
- Bedotia sp. nov. 'Betampona'
- Bedotia sp. nov. 'Lazana'
- Bedotia sp. nov. 'Mahanara'
- Bedotia sp. nov. 'Namorona'
- Bedotia sp. nov. 'Nosivola'
- Rheocles alaotrensis
- Rheocles derhami
- Rheocles vatosoa

##### Melanotaeniidae
- Cairnsichthys rhombosomoides
- Chilatherina alleni
- Chilatherina bleheri
- Glossolepis incisus
- Melanotaenia arfakensis
- Melanotaenia eachamensis
- Melanotaenia lacustris
- Melanotaenia oktediensis
- Melanotaenia parva

##### Phallostethidae
- Phallostethus dunckeri

##### Pseudomugilidae
- Pseudomugil connieae
- Pseudomugil pellucidus

##### Telmatherinidae
- Telmatherina abendanoni
- Telmatherina antoniae
- Telmatherina celebensis
- Telmatherina ladigesi
- Telmatherina obscura
- Telmatherina opudi
- Telmatherina prognatha
- Telmatherina sarasinorum
- Telmatherina wahjui

#### Batrachoidiformes

##### Batrachoididae
- Batrachoides manglae
- Batrachus uranoscopus
- Sanopus astrifer
- Sanopus greenfieldorum
- Sanopus reticulatus
- Sanopus splendidus

#### Beloniformes

##### Adrianichthyidae
- Oryzias celebensis
- Oryzias marmoratus
- Oryzias matanensis
- Oryzias nigrimas
- Oryzias profundicola

##### Hemiramphidae
- Dermogenys weberi
- Nomorhamphus towoeti
- Tondanichthys kottelati

#### Characiformes

##### Alestidae
- Alestopetersius smykalai

##### Characidae
- Astyanax cordovae
- Astyanax trierythropterus
- Brycon orthotaenia
- Bryconamericus plutarcoi

##### Curimatidae
- Curimata mivartii

##### Distichodontidae
- Distichodus petersii

#### Clupeiformes

##### Clupeidae
- Alosa immaculata
- Alosa macedonica
- Alosa sp. nov. 'Skadar'
- Jenkinsia parvula

#### Cypriniformes

##### Balitoridae
- Cryptotora thamicola
- Hemimyzon taitungensis
- Nemacheilus starostini
- Nemacheilus troglocataractus
- Oreonectes anophthalmus
- Orthrias tschaiyssuensis
- Oxynoemacheilus pindus
- Paracobitis smithi
- Schistura cataracta
- Schistura jarutanini
- Schistura oedipus
- Schistura personata
- Schistura sijuensis
- Schistura tubulinaris
- Sinogastromyzon puliensis
- Sundoreonectes sabanus
- Sundoreonectes tiomanensis
- Triplophysa gejiuensis
- Triplophysa xiangxensis
- Yunnanilus brevis
- Yunnanilus niger

##### Catostomidae
- Catostomus bernardini
- Catostomus cahita
- Catostomus conchos
- Catostomus leopoldi
- Catostomus santaanae
- Catostomus warnerensis
- Catostomus wigginsi
- Moxostoma hubbsi

##### Cobitidae
- Acantopsis octoactinotos
- Cobitis dalmatina
- Cobitis levantina
- Cobitis maroccana
- Cobitis meridionalis
- Cobitis narentana
- Cobitis paludica
- Cobitis punctilineata
- Cobitis zanandreai
- Protocobitis typhlops
- Serpenticobitis cingulata

##### Cyprinidae
- Acheilognathus longipinnis
- Achondrostoma arcasii
- Alburnoides ohridanus
- Alburnoides prespensis
- Alburnus albidus
- Alburnus belvica
- Alburnus qalilus
- Amblypharyngodon chulabhornae
- Aspiolucius esocinus
- Bangana tonkinensis
- Barbopsis devecchi
- Barbus alluaudi
- Barbus amatolicus
- Barbus calidus
- Barbus choloensis
- Barbus haasi
- Barbus harterti
- Barbus huloti
- Barbus issenensis
- Barbus ksibi
- Barbus laticeps
- Barbus longiceps
- Barbus motebensis
- Barbus paytonii
- Barbus prespensis
- Barbus pseudotoppini
- Barbus reinii
- Barbus serengetiensis
- Barbus sp. nov. 'Chimanimani'
- Barbus sp. nov. 'Nzoia'
- Barbus sp. nov. 'Pangani'
- Barbus tauricus
- Barilius pulchellus
- Caecobarbus geertsi
- Caecocypris basimi
- Capoeta antalyensis
- Capoeta bergamae
- Chelaethiops rukwaensis
- Chondrostoma knerii
- Chondrostoma meandrense
- Chondrostoma prespense
- Cirrhinus cirrhosus
- Crossocheilus reticulatus
- Cyprinella caerulea
- Cyprinella formosa
- Cyprinella proserpina
- Cyprinella santamariae
- Cyprinus carpio
- Delminichthys adspersus
- Delminichthys ghetaldii
- Dionda diaboli
- Dionda dichroma
- Epalzeorhynchos munense
- Eremichthys acros
- Erimystax cahni
- Garra barreimiae
- Garra dunsirei
- Garra longipinnis
- Gibbibarbus cyphotergous
- Gila alvordensis
- Gila boraxobius
- Gila cypha
- Gila ditaenia
- Gila purpurea
- Gobio feraeensis
- Gobio hettitorum
- Gobio kovatschevi
- Gobio krymensis
- Gobio ohridanus
- Hemigrammocapoeta nana
- Hypselobarbus thomassi
- Iberochondrostoma lemmingii
- Iberocypris alburnoides
- Iotichthys phlegethontis
- Iranocypris typhlops
- Labeo percivali
- Labeo sp. nov. 'Baomo'
- Labeo sp. nov. 'Mzima'
- Labeo trigliceps
- Labeobarbus capensis
- Ladigesocypris ghigii
- Lepidomeda vittata
- Luciobarbus brachycephalus
- Luciobarbus capito
- Luciobarbus comizo
- Luciobarbus guiraonis
- Luciobarbus microcephalus
- Luciobarbus steindachneri
- Lythrurus snelsoni
- Macrhybopsis gelida
- Meda fulgida
- Mystacoleucus lepturus
- Neolissochilus theinemanni
- Notropis aguirrepequenoi
- Notropis buccula
- Notropis imeldae
- Notropis melanostomus
- Opsaridium microcephalum
- Oregonichthys crameri
- Oxygaster pointoni
- Parachondrostoma toxostoma
- Phenacobius teretulus
- Phoxinellus pseudalepidotus
- Phoxinus cumberlandensis
- Phreatichthys andruzzii
- Plagopterus argentissimus
- Poropuntius tawarensis
- Pseudochondrostoma duriense
- Pseudochondrostoma willkommii
- Pseudohemiculter dispar
- Pseudolaubuca hotaya
- Ptychocheilus lucius
- Puntius denisonii
- Puntius hemictenus
- Puntius lindog
- Puntius manguaoensis
- Puntius sirang
- Puntius speleops
- Puntius tumba
- Rasbora baliensis
- Rasbora ennealepis
- Rasbora tawarensis
- Rhodeus atremius
- Rutilus panosi
- Rutilus prespensis
- Sinocyclocheilus anatirostris
- Sinocyclocheilus angularis
- Sinocyclocheilus anophthalmus
- Sinocyclocheilus hyalinus
- Sinocyclocheilus microphthalmus
- Squalius aradensis
- Squalius svallize
- Squalius valentinus
- Tanakia tanago
- Telestes metohiensis
- Tiaroga cobitis
- Tropidophoxinellus spartiaticus
- Typhlobarbus nudiventris
- Typhlogarra widdowsoni
- Varicorhinus leleupanus
- Varicorhinus ruwenzori

#### Cyprinodontiformes

##### Aplocheilidae
- Pachypanchax sp. nov. 'Betsiboka'
- Pachypanchax sp. nov. 'Talio'

##### Cyprinodontidae
- Crenichthys baileyi
- Crenichthys nevadae
- Cyprinodon diabolis
- Cyprinodon tularosa
- Orestias chungarensis
- Orestias ctenolepis
- Orestias olivaceus
- Orestias pentlandii
- Orestias silustani

##### Fundulidae
- Fundulus julisia
- Fundulus waccamensis

##### Goodeidae
- Characodon audax
- Girardinichthys multiradiatus
- Goodea gracilis

##### Nothobranchiidae
- Nothobranchius aff. taeniopygus
- Nothobranchius albimarginatus
- Nothobranchius annectens
- Nothobranchius bojiensis
- Nothobranchius elongatus
- Nothobranchius flammicomantis
- Nothobranchius foerschi
- Nothobranchius geminus
- Nothobranchius interruptus
- Nothobranchius kilomberoensis
- Nothobranchius korthausae
- Nothobranchius lourensi
- Nothobranchius luekei
- Nothobranchius patrizii
- Nothobranchius rubripinnis
- Nothobranchius sp. nov. 'Lake Victoria'
- Nothobranchius steinforti
- Nothobranchius willerti

##### Poeciliidae
- Aplocheilichthys lacustris
- Aplocheilichthys omoculatus
- Aplocheilichthys sp. nov. 'Rovuma'
- Aplocheilichthys usanguensis
- Gambusia alvarezi
- Gambusia gaigei
- Gambusia heterochir
- Gambusia hurtadoi
- Gambusia krumholzi
- Gambusia longispinis
- Gambusia nobilis

##### Rivulidae
- Austrolebias affinis
- Campellolebias brucei
- Cynolebias boitonei
- Cynolebias constanciae
- Leptolebias marmoratus
- Leptolebias minimus
- Leptolebias opalescens
- Leptolebias splendens
- Simpsonichthys picturatus

#### Esociformes

##### Umbridae
- Umbra krameri

#### Gadiformes

##### Gadidae
- Gadus morhua
- Melanogrammus aeglefinus

#### Gasterosteiformes

##### Pegasidae
- Pegasus laternarius

#### Gonorynchiformes

##### Kneriidae
- Kneria ruaha
- Kneria uluguru
- Parakneria tanzaniae

#### Ophidiiformes

##### Bythitidae
- Lucifuga simile
- Lucifuga spelaeotes
- Lucifuga subterranea
- Lucifuga teresinarum
- Ogilbia pearsei
- Saccogaster melanomycter
- Stygicola dentata

#### Osteoglossiformes

##### Mormyridae
- Marcusenius sp. nov. 'Malindi'
- Marcusenius sp. nov. 'Turkwell'

#### Perciformes

##### Belontiidae
- Betta burdigala
- Betta chini
- Betta chloropharynx
- Betta hipposideros
- Betta macrostoma
- Betta pinguis
- Betta simplex
- Betta tomi

##### Centrarchidae
- Ambloplites cavifrons

##### Chaenopsidae
- Coralliozetus tayrona
- Protemblemaria punctata

##### Chaetodontidae
- Chaetodon flavocoronatus
- Chaetodon litus
- Chaetodon marleyi
- Chaetodon robustus
- Prognathodes obliquus

##### Cichlidae
- Alcolapia grahami
- Aulonocara aquilonium
- Aulonocara auditor
- Aulonocara ethelwynnae
- Aulonocara hansbaenschi
- Aulonocara hueseri
- Aulonocara kandeense
- Aulonocara korneliae
- Aulonocara maylandi
- Aulonocara nyassae
- Aulonocara steveni
- Cichlasoma bartoni
- Cichlasoma minckleyi
- Cichlasoma pantostictum
- Cichlasoma steindachneri
- Copadichromis atripinnis
- Copadichromis boadzulu
- Copadichromis conophorus
- Copadichromis cyclicos
- Copadichromis geertsi
- Copadichromis mbenji
- Copadichromis nkatae
- Copadichromis thinos
- Copadichromis trewavasae
- Copadichromis verduyni
- Ctenochromis aff. pectoralis
- Cynotilapia axelrodi
- Cynotilapia zebroides
- Haplochromis acidens
- Haplochromis aelocephalus
- Haplochromis aeneocolor
- Haplochromis chilotes
- Haplochromis crassilabris
- Haplochromis katavi
- Haplochromis laprogramma
- Haplochromis petronius
- Haplochromis pyrrhocephalus
- Haplochromis sauvagei
- Haplochromis saxicola
- Haplochromis tweddlei
- Haplochromis velifer
- Harpagochromis sp. nov. 'frogmouth'
- Iodotropheus declivitas
- Iodotropheus sprengerae
- Iodotropheus stuartgranti
- Labidochromis chisumluae
- Labidochromis flavigulis
- Labidochromis freibergi
- Labidochromis gigas
- Labidochromis heterodon
- Labidochromis ianthinus
- Labidochromis lividus
- Labidochromis mbenjii
- Labidochromis mylodon
- Labidochromis pallidus
- Labidochromis strigatus
- Labidochromis zebroides
- Lethrinops macrophthalmus
- Lethrinops oculatus
- Maylandia aurora
- Maylandia benetos
- Maylandia callainos
- Maylandia chrysomallos
- Maylandia cyneusmarginata
- Maylandia emmiltos
- Maylandia estherae
- Maylandia greshakei
- Maylandia hajomaylandi
- Maylandia heteropicta
- Maylandia lombardoi
- Maylandia mbenjii
- Maylandia melabranchion
- Maylandia phaeos
- Maylandia pursa
- Maylandia pyrsonotos
- Maylandia sandaracinos
- Maylandia thapsinogen
- Maylandia xanstomachus
- Melanochromis baliodigma
- Melanochromis chipokae
- Melanochromis cyaneorhabdos
- Melanochromis dialeptos
- Melanochromis elastodema
- Melanochromis heterochromis
- Melanochromis interruptus
- Melanochromis joanjohnsonae
- Melanochromis johannii
- Melanochromis lepidiadaptes
- Melanochromis loriae
- Melanochromis mellitus
- Melanochromis perileucos
- Melanochromis xanthodigma
- Neochromis gigas
- Neochromis greenwoodi
- Neolamprologus christyi
- Neolamprologus devosi
- Neolamprologus schreyeni
- Oreochromis andersonii
- Oreochromis latilabris
- Oreochromis macrochir
- Oreochromis ndalalani
- Oreochromis rukwaensis
- Orthochromis luichensis
- Orthochromis malagaraziensis
- Orthochromis rugufuensis
- Otopharynx lithobates
- Otopharynx pachycheilus
- Otopharynx walteri
- Paratilapia polleni
- Paratilapia typus
- Paretroplus kieneri
- Paretroplus nourissati
- Paretroplus polyactis
- Paretroplus sp. nov. 'Dridri mena'
- Paretroplus sp. nov. 'Ventitry'
- Petrotilapia chrysos
- Petrotilapia nigra
- Protomelas dejunctus
- Protomelas virgatus
- Pseudotropheus ater
- Pseudotropheus cyaneus
- Pseudotropheus demasoni
- Pseudotropheus elongatus
- Pseudotropheus flavus
- Pseudotropheus galanos
- Pseudotropheus longior
- Pseudotropheus modestus
- Pseudotropheus purpuratus
- Pseudotropheus saulosi
- Pseudotropheus tursiops
- Ptychochromis sp. nov. 'Garaka'
- Ptychochromoides katria
- Pyxichromis orthostoma
- Simochromis margaretae
- Simochromis marginatus
- Tilapia bakossiorum
- Tilapia bemini
- Tilapia bythobathes
- Tilapia deckerti
- Tilapia flava
- Tilapia gutturosa
- Tilapia imbriferna
- Tilapia kottae
- Tilapia snyderae
- Tilapia sp. nov. 'jewel'
- Tilapia sp. nov. 'little black'
- Tilapia sp. nov. 'yellow-green'
- Tilapia spongotroktis
- Tilapia thysi
- Tropheops gracilior
- Tropheops microstoma
- Tropheops tropheops
- Tropheus duboisi
- Tropheus polli
- Vieja hartwegi
- Xenotilapia burtoni

##### Elassomatidae
- Elassoma okatie

##### Eleotridae
- Boroda expatria
- Gobiomorphus alpinus
- Mogurnda spilota
- Mogurnda vitta

##### Gobiidae
- Chlamydogobius gloveri
- Eucyclogobius newberryi
- Glossogobius ankaranensis
- Glossogobius flavipinnis
- Glossogobius intermedius
- Glossogobius matanensis
- Knipowitschia croatica
- Knipowitschia radovici
- Lentipes whittenorum
- Mugilogobius adeia
- Mugilogobius latifrons
- Olasz folyamigéb
- Rhinogobius chiengmaiensis
- Sicyopus axilimentus
- Stiphodon imperiorientis
- Stiphodon surrufus
- Stupidogobius flavipinnis
- Tamanka sarasinorum

##### Labridae
- Lachnolaimus maximus
- Kaliforniai birkafejű hal
- Thalassoma ascensionis
- Xyrichtys virens

##### Latidae
- Lates mariae

##### Lutjanidae
- Lutjanus analis
- Lutjanus cyanopterus

##### Osphronemidae
- Osphronemus exodon
- Sphaerichthys vaillanti

##### Percichthyidae
- Nannoperca obscura
- Nannoperca variegata

##### Percidae
- Crystallaria asprella
- Etheostoma aquali
- Etheostoma australe
- Etheostoma cinereum
- Etheostoma ditrema
- Etheostoma fonticola
- Etheostoma grahami
- Etheostoma moorei
- Etheostoma nianguae
- Etheostoma pallididorsum
- Etheostoma pellucidum
- Etheostoma pottsi
- Etheostoma striatulum
- Etheostoma trisella
- Etheostoma tuscumbia
- Etheostoma wapiti
- Percarina demidoffi
- Percina antesella
- Percina aurolineata
- Percina burtoni
- Percina jenkinsi
- Percina lenticula
- Percina pantherina
- Percina rex
- Percina tanasi

##### Pomacanthidae
- Centropyge resplendens

##### Pomacentridae
- Chromis sanctaehelenae
- Stegastes sanctaehelenae
- Stegastes sanctipauli

##### Pseudochromidae
- Pseudochromis pesi

##### Scaridae
- Bolbometopon muricatum
- Scarus guacamaia

##### Scombridae
- Thunnus obesus

##### Serranidae
- Anthias regalis
- Anthias salmopunctatus
- Cromileptes altivelis
- Epinephelus albomarginatus
- Epinephelus bruneus
- Epinephelus flavolimbatus
- Epinephelus gabriellae
- Epinephelus lanceolatus
- Epinephelus niveatus
- Hypoplectrus providencianus
- Mycteroperca interstitialis
- Mycteroperca olfax
- Mycteroperca rosacea
- Plectranthias chungchowensis
- Plectropomus areolatus
- Plectropomus laevis

##### Terapontidae
- Bidyanus bidyanus
- Hephaestus adamsoni
- Mesopristes elongatus
- Varia jamoerensis

#### Percopsiformes

##### Amblyopsidae
- Amblyopsis rosae
- Amblyopsis spelaea
- Typhlichthys subterraneus

#### Pleuronectiformes

##### Pleuronectidae
- Pleuronectes ferrugineus

#### Salmoniformes

##### Galaxiidae
- Galaxias argenteus
- Galaxias gracilis
- Galaxias postvectis
- Galaxias rekohua
- Galaxias rostratus
- Galaxias tanycephalus
- Galaxiella pusilla
- Neochanna apoda
- Neochanna burrowsius
- Paragalaxias mesotes

##### Salangidae
- Neosalanx regani

##### Salmonidae
- Coregonus arenicolus
- Coregonus atterensis
- Coregonus candidus
- Coregonus clupeoides
- Coregonus confusus
- Coregonus danneri
- Coregonus hoyi
- Coregonus huntsmani
- Coregonus kiyi
- Coregonus lavaretus
- Coregonus lucinensis
- Coregonus maraena
- Coregonus subautumnalis
- Coregonus zenithicus
- Oncorhynchus chrysogaster
- Salmo fibreni
- Salmo nigripinnis
- Salmo ohridanus
- Salmo pelagonicus
- Salmo stomachicus
- Salvelinus confluentus
- Salvelinus evasus
- Salvelinus fimbriatus
- Salvelinus gracillimus
- Salvelinus killinensis
- Salvelinus mallochi
- Salvelinus maxillaris
- Salvelinus perisii
- Salvelinus sp. nov. 'Fjellfrøsvatn'
- Salvelinus struanensis
- Salvelinus youngeri
- Salvethymus svetovidovi

#### Scorpaeniformes

##### Cottidae
- Cottus asperrimus
- Cottus extensus
- Cottus greenei
- Cottus leiopomus
- Cottus petiti
- Cottus scaturigo

##### Scorpaenidae
- Pontinus nigropunctatus

#### Siluriformes

##### Amphiliidae
- Dolichamphilius brieni
- Zaireichthys wamiensis

##### Austroglanididae
- Austroglanis gilli

##### Bagridae
- Mystus bocourti
- Pseudobagrus ichikawai
- Pseudomystus myersi

##### Clariidae
- Encheloclarias prolatus
- Encheloclarias tapeinopterus
- Horaglanis krishnai
- Uegitglanis zammaranoi

##### Heteropneustidae
- Heteropneustes microps

##### Î‘Kysidae
- Acrochordonichthys chamaeleon

##### Ictaluridae
- Ictalurus mexicanus
- Ictalurus pricei
- Noturus flavipinnis
- Noturus gilberti
- Noturus lachneri
- Noturus stanauli
- Noturus taylori
- Prietella lundbergi
- Satan eurystomus
- Trogloglanis pattersoni

##### Loricariidae
- Pseudotocinclus tietensis

##### Mochokidae
- Chiloglanis kalambo
- Chiloglanis mbozi
- Chiloglanis rukwaensis
- Synodontis macrops
- Synodontis ruandae

##### Pimelodidae
- Rhamdia reddelli
- Rhamdia zongolicensis

##### Plotosidae
- Oloplotosus torobo

##### Schilbeidae
- Schilbe mystus

##### Siluridae
- Ompok fumidus

##### Sisoridae
- Gagata itchkeea
- Oreoglanis siamensis

##### Trichomycteridae
- Listrura camposi
- Trichomycterus chungarensis

#### Synbranchiformes

##### Chaudhuriidae
- Chendol lubricus

#### Syngnathiformes

##### Syngnathidae
- Hippocampus barbouri
- Hippocampus comes
- Hippocampus erectus
- Hippocampus ingens
- Hippocampus kuda
- Hippocampus spinosissimus
- Hippocampus trimaculatus
- Microphis insularis

#### Tetraodontiformes

##### Balistidae
- Balistes vetula

##### Tetraodontidae
- Canthigaster rapaensis
- Liosaccus pachygaster
- Tetraodon baileyi
- Tetraodon cambodgiensis

### Amphibia

#### Anura

##### Alytidae
- Alytes dickhilleni
- Alytes muletensis

##### Amphignathodontidae
- Gastrotheca angustifrons
- Gastrotheca antomia
- Gastrotheca chrysosticta
- Gastrotheca dendronastes
- Gastrotheca excubitor
- Gastrotheca gracilis
- Gastrotheca guentheri
- Gastrotheca plumbea

##### Aromobatidae
- Allobates chalcopis
- Allobates humilis
- Allobates olfersioides
- Allobates subfolionidificans
- Allobates wayuu
- Anomaloglossus beebei
- Anomaloglossus breweri
- Anomaloglossus murisipanensis
- Mannophryne trinitatis

##### Arthroleptidae
- Arthroleptis tanneri
- Arthroleptis xenodactylus
- Astylosternus diadematus
- Astylosternus rheophilus
- Leptodactylodon albiventris
- Leptodactylodon bicolor
- Leptodactylodon boulengeri
- Leptodactylodon bueanus
- Leptodactylodon polyacanthus
- Leptodactylodon ventrimarmoratus
- Leptopelis barbouri
- Leptopelis palmatus
- Leptopelis parkeri
- Leptopelis ragazzii
- Leptopelis uluguruensis
- Leptopelis vannutellii
- Leptopelis vermiculatus

##### Bombinatoridae
- Barbourula busuangensis
- Bombina lichuanensis

##### Brevicipitidae
- Breviceps gibbosus
- Breviceps macrops
- Breviceps sylvestris
- Probreviceps loveridgei
- Probreviceps macrodactylus
- Probreviceps rungwensis
- Probreviceps uluguruensis

##### Bufonidae
- Altiphrynoides osgoodi
- Amietophrynus perreti
- Anaxyrus exsul
- Ansonia fuliginea
- Ansonia mcgregori
- Ansonia muelleri
- Ansonia rubigina
- Ansonia siamensis
- Ansonia tiomanica
- Ansonia torrentis
- Atelopus flavescens
- Atelopus franciscus
- Atelopus spumarius
- Atelopus spurrelli
- Atelopus tricolor
- Bufo scorteccii
- Capensibufo rosei
- Crepidophryne chompipe
- Duttaphrynus microtympanum
- Incilius cycladen
- Incilius macrocristatus
- Melanophryniscus dorsalis
- Melanophryniscus macrogranulosus
- Melanophryniscus montevidensis
- Melanophryniscus orejasmirandai
- Mertensophryne nyikae
- Mertensophryne uzunguensis
- Metaphryniscus sosai
- Nannophryne corynetes
- Nectophrynoides viviparus
- Oreophrynella cryptica
- Oreophrynella huberi
- Oreophrynella macconnelli
- Oreophrynella nigra
- Oreophrynella quelchii
- Oreophrynella vasquezi
- Osornophryne sumacoensis
- Pelophryne guentheri
- Pelophryne lighti
- Pelophryne misera
- Pelophryne rhopophilia
- Peltophryne empusa
- Peltophryne guentheri
- Peltophryne gundlachi
- Peltophryne taladai
- Rhinella justinianoi
- Rhinella manu
- Rhinella quechua
- Rhinella rubropunctata
- Rhinella rumbolli
- Rhinella yanachaga
- Wolterstorffina parvipalmata

##### Calyptocephalellidae
- Calyptocephalella gayi
- Telmatobufo australis

##### Centrolenidae
- Centrolene balionotum
- Centrolene buckleyi
- Centrolene durrellorum
- Centrolene geckoideum
- Centrolene hesperium
- Centrolene mariaelenae
- Centrolene peristictum
- Centrolene quindianum
- Centrolene robledoi
- Centrolene tayrona
- Cochranella adiazeta
- Cochranella antisthenesi
- Cochranella daidalea
- Cochranella punctulata
- Cochranella revocata
- Cochranella riveroi
- Cochranella savagei
- Cochranella susatamai
- Cochranella xanthocheridia
- Hyalinobatrachium fragile
- Hyalinobatrachium ibama
- Hyalinobatrachium orientale
- Nymphargus armatus
- Nymphargus cochranae
- Nymphargus garciae
- Nymphargus griffithsi
- Nymphargus posadae
- Nymphargus prasinus
- Nymphargus rosada
- Nymphargus ruizi
- Nymphargus siren

##### Ceratobatrachidae
- Palmatorappia solomonis
- Platymantis akarithymus
- Platymantis banahao
- Platymantis cornutus
- Platymantis guentheri
- Platymantis indeprensus
- Platymantis isarog
- Platymantis montanus
- Platymantis naomii
- Platymantis parkeri
- Platymantis pseudodorsalis
- Platymantis pygmaeus
- Platymantis rabori
- Platymantis sierramadrensis

##### Ceratophryidae
- Atelognathus nitoi
- Atelognathus salai
- Atelognathus solitarius
- Batrachyla fitzroya
- Ceratophrys stolzmanni
- Telmatobius arequipensis
- Telmatobius carrillae
- Telmatobius hauthali
- Telmatobius hintoni
- Telmatobius hockingi
- Telmatobius huayra
- Telmatobius marmoratus
- Telmatobius oxycephalus
- Telmatobius peruvianus
- Telmatobius sanborni
- Telmatobius verrucosus
- Telmatobius yuracare

##### Craugastoridae
- Craugastor alfredi
- Craugastor aphanus
- Craugastor bocourti
- Craugastor brocchi
- Craugastor decoratus
- Craugastor matudai
- Craugastor persimilis
- Craugastor psephosypharus
- Craugastor pygmaeus
- Craugastor rhodopis
- Craugastor rivulus
- Craugastor tarahumaraensis
- Craugastor xucanebi

##### Cryptobatrachidae
- Cryptobatrachus fuhrmanni
- Stefania riveroi
- Stefania schuberti

##### Cycloramphidae
- Alsodes barrioi
- Cycloramphus acangatan
- Eupsophus queulensis
- Odontophrynus achalensis
- Rhinoderma darwinii
- Thoropa petropolitana

##### Dendrobatidae
- Ameerega cainarachi
- Hyloxalus awa
- Hyloxalus pulchellus
- Hyloxalus vergeli
- Oophaga granulifera
- Ranitomeya altobueyensis
- Ranitomeya daleswansoni
- Ranitomeya opisthomelas
- Ranitomeya viridis

##### Dicroglossidae
- Ingerana liui
- Ingerana tasanae
- Limnonectes acanthi
- Limnonectes diuatus
- Limnonectes fragilis
- Limnonectes heinrichi
- Limnonectes macrodon
- Limnonectes parvus
- Limnonectes toumanoffi
- Limnonectes visayanus
- Nannophrys ceylonensis
- Nanorana liui
- Nanorana minica
- Nanorana rostandi
- Occidozyga borealis
- Occidozyga diminutiva
- Quasipaa exilispinosa
- Quasipaa fasciculispina
- Quasipaa jiulongensis
- Quasipaa shini
- Quasipaa spinosa

##### Eleutherodactylidae
- Adelophryne baturitensis
- Eleutherodactylus angustidigitorum
- Eleutherodactylus audanti
- Eleutherodactylus cooki
- Eleutherodactylus cundalli
- Eleutherodactylus goini
- Eleutherodactylus guantanamera
- Eleutherodactylus leprus
- Eleutherodactylus limbatus
- Eleutherodactylus longipes
- Eleutherodactylus modestus
- Eleutherodactylus monensis
- Eleutherodactylus nivicolimae
- Eleutherodactylus pentasyringos
- Eleutherodactylus pictissimus
- Eleutherodactylus ricordii
- Eleutherodactylus ronaldi
- Eleutherodactylus rubrimaculatus
- Eleutherodactylus unicolor
- Eleutherodactylus varians
- Eleutherodactylus verrucipes
- Eleutherodactylus wetmorei

##### Hemisotidae
- Hemisus guttatus

##### Hylidae
- Agalychnis litodryas
- Bokermannohyla vulcaniae
- Charadrahyla nephila
- Charadrahyla taeniopus
- Dendropsophus stingi
- Duellmanohyla schmidtorum
- Ecnomiohyla miliaria
- Exerodonta juanitae
- Exerodonta melanomma
- Exerodonta pinorum
- Exerodonta xera
- Hyla walkeri
- Hyloscirtus lindae
- Hyloscirtus platydactylus
- Hyloscirtus torrenticola
- Hypsiboas heilprini
- Litoria andiirrmalin
- Litoria aurea
- Litoria avocalis
- Litoria becki
- Litoria daviesae
- Litoria freycineti
- Litoria lutea
- Litoria olongburensis
- Litoria quadrilineata
- Litoria rueppelli
- Litoria subglandulosa
- Litoria wisselensis
- Plectrohyla matudai
- Tepuihyla rimarum
- Tlalocohyla godmani

##### Hyperoliidae
- Afrixalus clarkei
- Afrixalus dorsimaculatus
- Afrixalus enseticola
- Afrixalus morerei
- Afrixalus orophilus
- Afrixalus spinifrons
- Callixalus pictus
- Hyperolius castaneus
- Hyperolius chrysogaster
- Hyperolius cystocandicans
- Hyperolius discodactylus
- Hyperolius endjami
- Hyperolius frontalis
- Hyperolius horstockii
- Hyperolius laurenti
- Hyperolius minutissimus
- Hyperolius polystictus
- Hyperolius riggenbachi
- Hyperolius viridigulosus
- Kassina arboricola
- Kassina lamottei
- Phlyctimantis keithae

##### Leiopelmatidae
- Leiopelma hochstetteri
- Leiopelma pakeka

##### Leiuperidae
- Physalaemus atlanticus

##### Leptodactylidae
- Leptodactylus nesiotus
- Leptodactylus pascoensis
- Leptodactylus peritoaktites

##### Limnodynastidae
- Heleioporus australiacus

##### Aranybékafélék(Mantellidae)
- Boophis andreonei
- Boophis axelmeyeri
- Boophis blommersae
- Boophis haematopus
- Boophis jaegeri
- Boophis sambirano
- Gephyromantis ambohitra
- Gephyromantis klemmeri
- Gephyromantis rivicola
- Gephyromantis salegy
- Gephyromantis schilfi
- Gephyromantis striatus
- Gephyromantis tandroka
- Mantella haraldmeieri
- Mantella madagascariensis
- Mantella manery
- Mantella pulchra
- Mantidactylus delormei
- Mantidactylus noralottae
- Spinomantis elegans
- Spinomantis massi
- Tsingymantis antitra

##### Megophryidae
- Borneophrys edwardinae
- Brachytarsophrys intermedia
- Leptobrachella baluensis
- Leptobrachella brevicrus
- Leptobrachella parva
- Leptobrachella serasanae
- Leptobrachium banae
- Leptobrachium gunungense
- Leptobrachium hainanense
- Leptolalax arayai
- Leptolalax hamidi
- Leptolalax kajangensis
- Leptolalax pictus
- Leptolalax tuberosus
- Megophrys stejnegeri
- Oreolalax granulosus
- Oreolalax jingdongensis
- Oreolalax major
- Oreolalax multipunctatus
- Oreolalax rhodostigmatus
- Scutiger gongshanensis
- Scutiger liupanensis
- Scutiger nepalensis
- Scutiger ruginosus
- Scutiger tuberculatus
- Xenophrys giganticus
- Xenophrys nankiangensis

##### Micrixalidae
- Micrixalus nudis
- Micrixalus phyllophilus
- Micrixalus saxicola

##### Microhylidae
- Anodonthyla montana
- Austrochaperina novaebritanniae
- Cophixalus aenigma
- Cophixalus nubicola
- Cophixalus saxatilis
- Copiula minor
- Dasypops schirchi
- Gastrophrynoides borneensis
- Hoplophryne uluguruensis
- Hypopachus barberi
- Kalophrynus intermedius
- Kalophrynus minusculus
- Kalophrynus punctatus
- Kaloula kalingensis
- Kaloula rigida
- Melanophryne barbatula
- Microhyla maculifera
- Oreophryne anulata
- Oreophryne celebensis
- Oreophryne variabilis
- Platypelis tsaratananaensis
- Plethodontohyla tuberata
- Ramanella nagaoi
- Ramanella triangularis
- Rhombophryne coronata
- Rhombophryne coudreaui
- Rhombophryne serratopalpebrosa
- Rhombophryne testudo
- Scaphiophryne marmorata
- Scaphiophryne menabensis
- Stumpffia pygmaea

##### Myobatrachidae
- Crinia tinnula
- Geocrinia vitellina
- Mixophyes balbus
- Pseudophryne australis
- Spicospina flammocaerulea

##### Nyctibatrachidae
- Nyctibatrachus deccanensis
- Nyctibatrachus humayuni
- Nyctibatrachus major

##### Petropedetidae
- Conraua alleni
- Conraua robusta

##### Phrynobatrachidae
- Phrynobatrachus acutirostris
- Phrynobatrachus bequaerti
- Phrynobatrachus cricogaster
- Phrynobatrachus steindachneri
- Phrynobatrachus uzungwensis
- Phrynobatrachus versicolor
- Phrynobatrachus villiersi

##### Pyxicephalidae
- Cacosternum capense
- Strongylopus kitumbeine
- Strongylopus merumontanus
- Strongylopus rhodesianus
- Strongylopus springbokensis

##### Ranidae
- Amolops jinjiangensis
- Amolops kangtingensis
- Amolops loloensis
- Amolops torrentis
- Amolops tuberodepressus
- Huia masonii
- Hylarana attigua
- Hylarana aurantiaca
- Hylarana igorota
- Hylarana longipes
- Hylarana spinulosa
- Hylarana tipanan
- Hylarana waliesa
- Lithobates bwana
- Lithobates chiricahuensis
- Lithobates macroglossa
- Lithobates megapoda
- Lithobates miadis
- Lithobates okaloosae
- Lithobates sierramadrensis
- Lithobates tarahumarae
- Meristogenys amoropalamus
- Meristogenys jerboa
- Odorrana hainanensis
- Odorrana jingdongensis
- Odorrana junlianensis
- Odorrana nasuta
- Odorrana tormota
- Pelophylax chosenicus
- Pelophylax epeiroticus
- Pseudorana weiningensis
- Pterorana khare
- Rana draytonii
- Rana latastei
- Rana longicrus
- Rana pretiosa

##### Ranixalidae
- Indirana leithii

##### Rhacophoridae
- Buergeria oxycephala
- Kurixalus baliogaster
- Nyctixalus margaritifer
- Nyctixalus spinosus
- Philautus acutirostris
- Philautus acutus
- Philautus amoenus
- Philautus bobingeri
- Philautus bombayensis
- Philautus bunitus
- Philautus duboisi
- Philautus erythrophthalmus
- Philautus garo
- Philautus glandulosus
- Philautus graminirupes
- Philautus gunungensis
- Philautus hallidayi
- Philautus ingeri
- Philautus jinxiuensis
- Philautus leitensis
- Philautus pallidipes
- Philautus poecilius
- Philautus refugii
- Philautus saueri
- Philautus tectus
- Philautus umbra
- Philautus worcesteri
- Rhacophorus annamensis
- Rhacophorus bimaculatus
- Rhacophorus exechopygus
- Rhacophorus fasciatus
- Rhacophorus kio
- Rhacophorus yinggelingensis
- Theloderma moloch

##### Sooglossidae
- Sechellophryne gardineri
- Sechellophryne pipilodryas
- Sooglossus sechellensis
- Sooglossus thomasseti

##### Strabomantidae
- Euparkerella robusta
- Euparkerella tridactyla
- Hypodactylus dolops
- Lynchius flavomaculatus
- Oreobates simmonsi
- Phrynopus barthlenae
- Phrynopus horstpauli
- Pristimantis actites
- Pristimantis affinis
- Pristimantis aracamuni
- Pristimantis ashkapara
- Pristimantis bicolor
- Pristimantis bicumulus
- Pristimantis boconoensis
- Pristimantis briceni
- Pristimantis bromeliaceus
- Pristimantis calcarulatus
- Pristimantis ceuthospilus
- Pristimantis charlottevillensis
- Pristimantis colodactylus
- Pristimantis colostichos
- Pristimantis condor
- Pristimantis cordovae
- Pristimantis crucifer
- Pristimantis diaphonus
- Pristimantis diogenes
- Pristimantis douglasi
- Pristimantis duellmani
- Pristimantis elegans
- Pristimantis eremitus
- Pristimantis eriphus
- Pristimantis ernesti
- Pristimantis floridus
- Pristimantis frater
- Pristimantis gracilis
- Pristimantis hybotragus
- Pristimantis incomptus
- Pristimantis inusitatus
- Pristimantis kelephas
- Pristimantis marahuaka
- Pristimantis muricatus
- Pristimantis nephophilus
- Pristimantis nigrogriseus
- Pristimantis nyctophylax
- Pristimantis ornatissimus
- Pristimantis orpacobates
- Pristimantis pataikos
- Pristimantis penelopus
- Pristimantis petersorum
- Pristimantis phalarus
- Pristimantis platychilus
- Pristimantis polemistes
- Pristimantis pugnax
- Pristimantis quantus
- Pristimantis quinquagesimus
- Pristimantis repens
- Pristimantis rhodostichus
- Pristimantis rosadoi
- Pristimantis ruedai
- Pristimantis schultei
- Pristimantis serendipitus
- Pristimantis signifer
- Pristimantis supernatis
- Pristimantis turpinorum
- Pristimantis ventriguttatus
- Pristimantis verecundus
- Pristimantis versicolor
- Pristimantis vertebralis
- Pristimantis xylochobates
- Psychrophrynella adenopleura
- Psychrophrynella ankohuma
- Psychrophrynella bagrecitoi
- Psychrophrynella chacaltaya
- Psychrophrynella illampu
- Psychrophrynella kempffi
- Psychrophrynella pinguis
- Psychrophrynella quimsacruzis
- Psychrophrynella wettsteini
- Strabomantis anatipes
- Strabomantis biporcatus
- Strabomantis cheiroplethus
- Strabomantis cornutus
- Strabomantis ingeri
- Strabomantis necerus
- Strabomantis necopinus

#### Caudata

##### Ambystomatidae
- Ambystoma bishopi
- Ambystoma californiense
- Ambystoma cingulatum

##### Hynobiidae
- Batrachuperus karlschmidti
- Batrachuperus pinchonii
- Batrachuperus tibetanus
- Batrachuperus yenyuanensis
- Hynobius arisanensis
- Hynobius boulengeri
- Hynobius stejnegeri
- Hynobius tokyoensis
- Hynobius yiwuensis
- Liua tsinpaensis
- Pachyhynobius shangchengensis
- Pseudohynobius flavomaculatus
- Pseudohynobius shuichengensis

##### Plethodontidae
- Atylodes genei
- Batrachoseps regius
- Batrachoseps simatus
- Batrachoseps stebbinsi
- Batrachoseps wrighti
- Bolitoglossa chica
- Bolitoglossa diminuta
- Bolitoglossa gracilis
- Bolitoglossa guaramacalensis
- Bolitoglossa lignicolor
- Bolitoglossa medemi
- Bolitoglossa mombachoensis
- Bolitoglossa mulleri
- Bolitoglossa obscura
- Bolitoglossa orestes
- Bolitoglossa palmata
- Bolitoglossa pesrubra
- Bolitoglossa rostrata
- Bolitoglossa silverstonei
- Bolitoglossa sima
- Bolitoglossa sombra
- Chiropterotriton orculus
- Dendrotriton megarhinus
- Dendrotriton sanctibarbarus
- Dendrotriton xolocalcae
- Eurycea chisholmensis
- Eurycea junaluska
- Eurycea latitans
- Eurycea nana
- Eurycea neotenes
- Eurycea rathbuni
- Eurycea sosorum
- Eurycea tridentifera
- Eurycea wallacei
- Eurycea waterlooensis
- Gyrinophilus palleucus
- Hydromantes brunus
- Hydromantes shastae
- Nototriton gamezi
- Nototriton guanacaste
- Nototriton saslaya
- Nototriton tapanti
- Oedipina alfaroi
- Plethodon amplus
- Plethodon asupak
- Plethodon cheoah
- Plethodon fourchensis
- Plethodon hubrichti
- Plethodon meridianus
- Plethodon petraeus
- Plethodon shenandoah
- Plethodon sherando
- Plethodon shermani
- Pseudoeurycea aurantia
- Pseudoeurycea bellii
- Pseudoeurycea boneti
- Pseudoeurycea leprosa
- Pseudoeurycea scandens
- Speleomantes flavus
- Speleomantes sarrabusensis
- Thorius macdougalli

##### Proteidae
- Proteus anguinus

##### Rhyacotritonidae
- Rhyacotriton olympicus

##### Salamandridae
- Chioglossa lusitanica
- Lyciasalamandra helverseni
- Lyciasalamandra luschani
- Mertensiella caucasica
- Neurergus crocatus
- Neurergus strauchii
- Paramesotriton deloustali
- Paramesotriton fuzhongensis
- Pleurodeles nebulosus
- Salamandra algira
- Salamandra lanzai
- Tylototriton kweichowensis
- Tylototriton wenxianensis

#### Gymnophiona

##### Caeciliidae
- Dermophis mexicanus
- Praslinia cooperi

##### Ichthyophiidae
- Ichthyophis orthoplicatus
- Ichthyophis pseudangularis

### Aves

#### Anseriformes

##### Anatidae
- Anas aucklandica
- Anas eatoni
- Anas formosa
- Anas luzonica
- Anser cygnoides
- Anser erythropus
- Aythya ferina
- Branta ruficollis
- Branta sandvicensis
- Cyanochen cyanopterus
- Dendrocygna arborea
- Marmaronetta angustirostris
- Melanitta fusca
- Oxyura maccoa
- Polysticta stelleri
- Salvadorina waigiuensis

#### Apodiformes

##### Apodidae
- Aerodramus sawtelli
- Aerodramus elaphrus
- Apus acuticauda
- Chaetura pelagica
- Cypseloides niger

##### Trochilidae
- Anthocephala floriceps
- Chaetocercus bombus
- Coeligena prunellei
- Eupherusa poliocerca
- Selasphorus ardens
- Thalurania ridgwayi

#### Caprimulgiformes

##### Caprimulgidae
- Caprimulgus concretus
- Caprimulgus solala
- Eurostopodus diabolicus

#### Charadriiformes

##### Alcidae
- Fratercula arctica
- Synthliboramphus craveri
- Synthliboramphus scrippsi
- Synthliboramphus wumizusume

##### Charadriidae
- Anarhynchus frontalis
- Charadrius thoracicus

##### Glareolidae
- Glareola ocularis

##### Laridae
- Larus atlanticus
- Larus fuliginosus
- Larus relictus
- Larus saundersi
- Rissa brevirostris
- Rynchops albicollis
- Sterna nereis

##### Scolopacidae
- Coenocorypha pusilla
- Gallinago nemoricola
- Numenius tahitiensis
- Scolopax mira

#### Ciconiiformes

##### Ardeidae
- Egretta eulophotes
- Egretta vinaceigula

##### Ciconiidae
- Leptoptilos javanicus
- Mycteria cinerea

##### Threskiornithidae
- Geronticus calvus

#### Columbiformes

##### Columbidae
- Columba elphinstonii
- Columba eversmanni
- Columba pallidiceps
- Columba punicea
- Columba thomensis
- Columba torringtoniae
- Ducula bakeri
- Ducula brenchleyi
- Ducula carola
- Ducula pickeringii
- Ducula whartoni
- Gallicolumba crinigera
- Gallicolumba kubaryi
- Gallicolumba rubescens
- Gallicolumba stairi
- Geotrygon caniceps
- Goura cristata
- Goura scheepmakeri
- Goura victoria
- Henicophaps foersteri
- Leptotila battyi
- Leptotila ochraceiventris
- Patagioenas caribaea
- Patagioenas oenops
- Phapitreron brunneiceps
- Ptilinopus chalcurus
- Ptilinopus dohertyi
- Ptilinopus granulifrons
- Ptilinopus huttoni
- Ptilinopus insularis
- Ptilinopus marchei
- Ptilinopus rarotongensis
- Treron capellei
- Treron floris
- Treron pembaensis

#### Coraciiformes

##### Alcedinidae
- Actenoides bougainvillei
- Actenoides hombroni
- Alcedo argentata
- Alcedo euryzona
- Alcedo websteri
- Ceyx melanurus
- Todiramphus funebris
- Todiramphus ruficollaris
- Todiramphus winchelli

##### Brachypteraciidae
- Brachypteracias leptosomus
- Brachypteracias squamiger
- Uratelornis chimaera

##### Bucerotidae
- Aceros everetti
- Aceros nipalensis
- Aceros subruficollis
- Anthracoceros marchei

##### Momotidae
- Electron carinatum

#### Cuculiformes

##### Cuculidae
- Centropus chlororhynchus
- Centropus nigrorufus
- Centropus rectunguis
- Coccyzus ferrugineus
- Phaenicophaeus pyrrhocephalus

##### Musophagidae
- Tauraco ruspolii

#### Falconiformes

##### Accipitridae
- Accipiter brachyurus
- Accipiter butleri
- Accipiter imitator
- Accipiter luteoschistaceus
- Accipiter princeps
- Aquila adalberti
- Aquila clanga
- Aquila hastata
- Aquila heliaca
- Buteo galapagoensis
- Circaetus beaudouini
- Circus macrosceles
- Circus maurus
- Erythrotriorchis radiatus
- Gyps coprotheres
- Haliaeetus leucoryphus
- Haliaeetus pelagicus
- Haliaeetus sanfordi
- Harpyopsis novaeguineae
- Henicopernis infuscatus
- Leucopternis lacernulatus
- Spilornis kinabaluensis
- Spizaetus nanus
- Spizaetus philippensis
- Torgos tracheliotos
- Trigonoceps occipitalis

##### Falconidae
- Falco araea
- Falco naumanni
- Falco punctatus
- Micrastur plumbeus

#### Galliformes

##### Cracidae
- Crax globulosa
- Crax rubra
- Ortalis erythroptera
- Penelope barbata
- Penelope jacucaca
- Penelope ochrogaster
- Penelopina nigra

##### Megapodiidae
- Eulipoa wallacei
- Leipoa ocellata
- Megapodius geelvinkianus
- Megapodius layardi
- Megapodius nicobariensis

##### Numididae
- Agelastes meleagrides

##### Odontophoridae
- Dendrortyx barbatus
- Odontophorus atrifrons
- Odontophorus dialeucos
- Odontophorus melanonotus

##### Phasianidae
- Afropavo congensis
- Arborophila ardens
- Arborophila gingica
- Arborophila mandellii
- Arborophila orientalis
- Catreus wallichii
- Crossoptilon mantchuricum
- Francolinus gularis
- Francolinus harwoodi
- Francolinus swierstrai
- Lophophorus lhuysii
- Lophophorus sclateri
- Lophura bulweri
- Lophura erythrophthalma
- Lophura hoogerwerfi
- Lophura inornata
- Melanoperdix niger
- Perdicula manipurensis
- Polyplectron inopinatum
- Polyplectron malacense
- Polyplectron napoleonis
- Syrmaticus ellioti
- Syrmaticus reevesii
- Tragopan blythii
- Tragopan caboti
- Tragopan melanocephalus
- Tympanuchus cupido
- Tympanuchus pallidicinctus

#### Gruiformes

##### Gruidae
- Balearica regulorum
- Grus antigone
- Grus carunculatus
- Grus monacha
- Grus nigricollis
- Grus paradisea
- Grus vipio

##### Mesitornithidae
- Mesitornis unicolor
- Mesitornis variegatus
- Monias benschi

##### Otididae
- Chlamydotis undulata
- Otis tarda

##### Rallidae
- Amaurornis magnirostris
- Aramides wolfi
- Aramidopsis plateni
- Atlantisia rogersi
- Coturnicops exquisitus
- Fulica alai
- Gallinula comeri
- Gallirallus australis
- Gallirallus calayanensis
- Gymnocrex rosenbergii
- Habroptila wallacii
- Laterallus spilonotus
- Laterallus xenopterus
- Lewinia muelleri
- Porzana atra
- Porzana spiloptera
- Rallus antarcticus
- Rallus madagascariensis

##### Turnicidae
- Turnix everetti
- Turnix melanogaster

#### Passeriformes

##### Acanthisittidae
- Xenicus gilviventris

##### Acanthizidae
- Gerygone modesta

##### Alaudidae
- Certhilauda burra
- Heteromirafra ruddi

##### Atrichornithidae
- Atrichornis clamosus
- Atrichornis rufescens

##### Campephagidae
- Campephaga lobata
- Coracina mindanensis
- Coracina ostenta
- Coracina typica

##### Chloropseidae
- Chloropsis flavipennis

##### Cinclidae
- Cinclus schulzi

##### Cisticolidae
- Apalis chariessa
- Apalis karamojae
- Prinia cinereocapilla
- Prinia leontica

##### Corvidae
- Aphelocoma coerulescens
- Corvus leucognaphalus
- Cyanolyca mirabilis
- Cyanolyca nana
- Garrulus lidthi
- Gymnorhinus cyanocephalus
- Perisoreus internigrans
- Urocissa ornata

##### Cotingidae
- Carpornis melanocephala
- Cephalopterus glabricollis
- Cephalopterus penduliger
- Cotinga ridgwayi
- Doliornis remseni
- Doliornis sclateri
- Lipaugus uropygialis
- Procnias nudicollis
- Procnias tricarunculatus
- Tijuca condita
- Zaratornis stresemanni

##### Dasyornithidae
- Dasyornis longirostris

##### Dendrocolaptidae
- Xiphocolaptes falcirostris

##### Dicaeidae
- Dicaeum haematostictum
- Dicaeum retrocinctum

##### Emberizidae
- Ammodramus caudacutus
- Coryphaspiza melanotis
- Emberiza aureola
- Emberiza jankowskii
- Emberiza socotrana
- Emberiza sulphurata
- Incaspiza ortizi
- Nesospiza acunhae
- Nesospiza wilkinsi
- Oreothraupis arremonops
- Pinaroloxias inornata
- Poospiza baeri
- Poospiza cinerea
- Pselliophorus luteoviridis
- Sporophila cinnamomea
- Sporophila falcirostris
- Sporophila frontalis
- Sporophila nigrorufa

##### Estrildidae
- Amandava formosa
- Cryptospiza shelleyi
- Erythrura kleinschmidti
- Erythrura regia
- Erythrura viridifacies
- Estrilda poliopareia
- Lonchura vana
- Padda oryzivora

##### Eurylaimidae
- Eurylaimus samarensis
- Eurylaimus steerii
- Pseudocalyptomena graueri

##### Formicariidae
- Grallaria alleni
- Grallaria bangsi
- Grallaria excelsa
- Grallaria gigantea
- Grallaria kaestneri
- Grallaria rufocinerea
- Grallaricula cucullata
- Hylopezus auricularis

##### Fringillidae
- Carduelis siemiradzkii
- Carduelis yarrellii
- Hemignathus flavus
- Hemignathus kauaiensis
- Hemignathus parvus
- Serinus ankoberensis
- Serinus syriacus
- Serinus xantholaemus
- Telespiza cantans
- Vestiaria coccinea

##### Furnariidae
- Acrobatornis fonsecai
- Asthenes luizae
- Geositta poeciloptera
- Hylocryptus erythrocephalus
- Phacellodomus dorsalis
- Premnoplex tatei
- Siptornopsis hypochondriaca
- Synallaxis courseni
- Synallaxis fuscorufa
- Synallaxis maranonica
- Synallaxis whitneyi
- Syndactyla ruficollis
- Thripophaga berlepschi
- Thripophaga cherriei
- Thripophaga macroura

##### Hirundinidae
- Hirundo atrocaerulea
- Hirundo megaensis
- Progne modesta
- Progne murphyi
- Tachycineta euchrysea

##### Icteridae
- Cacicus koepckeae
- Euphagus carolinus
- Icterus bonana
- Psarocolius cassini
- Sturnella defilippii
- Xanthopsar flavus

##### Malaconotidae
- Malaconotus gladiator
- Prionops alberti

##### Maluridae
- Amytornis woodwardi

##### Meliphagidae
- Grantiella picta
- Macgregoria pulchra
- Melidectes princeps
- Myzomela chermesina
- Notiomystis cincta
- Philemon fuscicapillus

##### Mimidae
- Mimus macdonaldi
- Toxostoma bendirei

##### Monarchidae
- Chasiempis sandwichensis
- Clytorhynchus nigrogularis
- Hypothymis coelestis
- Mayrornis versicolor
- Monarcha takatsukasae
- Myiagra albiventris
- Pomarea iphis
- Terpsiphone smithii

##### Motacillidae
- Anthus chloris
- Anthus nattereri
- Anthus spragueii

##### Muscicapidae
- Cossypha heinrichi
- Cyornis caerulatus
- Ficedula basilanica
- Ficedula platenae
- Ficedula subrubra
- Luscinia obscura
- Luscinia ruficeps
- Melaenornis annamarulae
- Modulatrix orostruthus
- Muscicapa lendu
- Muscicapa randi
- Rhinomyias brunneatus
- Rhinomyias insignis
- Rhyacornis bicolor
- Saxicola insignis
- Saxicola macrorhynchus
- Sheppardia lowei
- Swynnertonia swynnertoni

##### Nectariniidae
- Anthreptes rubritorques
- Nectarinia rockefelleri
- Nectarinia rufipennis
- Nectarinia thomensis

##### Oriolidae
- Oriolus crassirostris
- Oriolus mellianus

##### Paradisaeidae
- Epimachus fastuosus
- Paradisaea rudolphi
- Parotia wahnesi

##### Paridae
- Parus nuchalis

##### Parulidae
- Basileuterus basilicus
- Basileuterus ignotus
- Dendroica angelae
- Dendroica cerulea
- Ergaticus versicolor
- Geothlypis flavovelata
- Xenoligea montana

##### Philepittidae
- Neodrepanis hypoxantha

##### Picathartidae
- Picathartes gymnocephalus
- Picathartes oreas

##### Pipridae
- Lepidothrix vilasboasi
- Neopelma aurifrons
- Piprites pileata

##### Pittidae
- Pitta anerythra
- Pitta baudii
- Pitta kochi
- Pitta nympha
- Pitta schneideri
- Pitta steerii
- Pitta superba
- Pitta venusta

##### Ploceidae
- Foudia flavicans
- Ploceus bannermani
- Ploceus burnieri
- Ploceus flavipes
- Ploceus megarhynchus
- Ploceus subpersonatus

##### Pycnonotidae
- Bleda eximius
- Criniger olivaceus
- Hypsipetes olivaceus
- Pycnonotus taivanus
- Pycnonotus xantholaemus
- Pycnonotus zeylanicus
- Setornis criniger

##### Rhinocryptidae
- Scytalopus panamensis

##### Rhipiduridae
- Rhipidura malaitae
- Rhipidura semirubra

##### Sittidae
- Sitta formosa
- Sitta magna

##### Sturnidae
- Aplonis cinerascens
- Aplonis santovestris
- Cinnyricinclus femoralis
- Sturnus albofrontatus

##### Sylviidae
- Acrocephalus paludicola
- Acrocephalus rehsei
- Acrocephalus rimatarae
- Acrocephalus sechellensis
- Acrocephalus sorghophilus
- Acrocephalus taiti
- Acrocephalus tangorum
- Amaurocichla bocagei
- Bathmocercus winifredae
- Bernieria apperti
- Bernieria tenebrosa
- Bradypterus sylvaticus
- Chaetornis striata
- Chloropeta gracilirostris
- Locustella pleskei
- Megalurulus grosvenori
- Megalurus albolimbatus
- Phylloscopus amoenus
- Phylloscopus hainanus
- Phylloscopus ijimae
- Schoenicola platyurus
- Sylvia buryi

##### Thamnophilidae
- Biatas nigropectus
- Cercomacra ferdinandi
- Clytoctantes atrogularis
- Dysithamnus occidentalis
- Dysithamnus plumbeus
- Herpsilochmus pectoralis
- Herpsilochmus pileatus
- Myrmeciza griseiceps
- Myrmotherula minor
- Myrmotherula urosticta
- Percnostola arenarum
- Xenornis setifrons

##### Thraupidae
- Bangsia melanochlamys
- Buthraupis wetmorei
- Calyptophilus frugivorus
- Chlorochrysa nitidissima
- Chlorospingus flavovirens
- Conirostrum tamarugense
- Dacnis berlepschi
- Dacnis hartlaubi
- Hemispingus goeringi
- Hemispingus rufosuperciliaris
- Tangara fastuosa
- Tangara meyerdeschauenseei
- Tangara peruviana
- Wetmorethraupis sterrhopteron

##### Timaliidae
- Actinodura sodangorum
- Alcippe variegaticeps
- Chrysomma altirostre
- Garrulax bicolor
- Garrulax bieti
- Garrulax cinereifrons
- Garrulax konkakinhensis
- Garrulax ngoclinhensis
- Garrulax sukatschewi
- Liocichla bugunorum
- Liocichla omeiensis
- Paradoxornis flavirostris
- Paradoxornis przewalskii
- Paradoxornis zappeyi
- Pellorneum palustre
- Ptilocichla falcata
- Ptilocichla leucogrammica
- Spelaeornis badeigularis
- Spelaeornis longicaudatus
- Stachyris oglei
- Turdoides hindei
- Turdoides longirostris

##### Troglodytidae
- Hylorchilus navai
- Troglodytes cobbi
- Troglodytes monticola
- Troglodytes tanneri

##### Turdidae
- Brachypteryx major
- Catharus bicknelli
- Cichlherminia lherminieri
- Cochoa azurea
- Cochoa beccarii
- Myadestes obscurus
- Turdus celaenops
- Turdus feae
- Turdus ludoviciae
- Turdus menachensis
- Zoothera cinerea
- Zoothera turipavae

##### Tyrannidae
- Agriornis albicauda
- Alectrurus risora
- Alectrurus tricolor
- Aphanotriccus capitalis
- Attila torridus
- Cnipodectes superrufus
- Culicivora caudacuta
- Elaenia ridleyana
- Hemitriccus furcatus
- Hemitriccus mirandae
- Lathrotriccus griseipectus
- Nesotriccus ridgwayi
- Onychorhynchus occidentalis
- Onychorhynchus swainsoni
- Phylloscartes kronei
- Platyrinchus leucoryphus
- Poecilotriccus luluae
- Xolmis dominicanus
- Zimmerius villarejoi

##### Vangidae
- Calicalicus rufocarpalis
- Euryceros prevostii
- Newtonia fanovanae
- Oriolia bernieri

##### Vireonidae
- Vireo atricapilla
- Vireo caribaeus

##### Zosteropidae
- Apalopteron familiare
- Speirops brunneus
- Speirops melanocephalus
- Zosterops ficedulinus
- Zosterops griseovirescens
- Zosterops mouroniensis
- Zosterops natalis
- Zosterops samoensis
- Zosterops splendidus

#### Pelecaniformes

##### Balaenicipitidae
- Balaeniceps rex

##### Fregatidae
- Fregata aquila

##### Pelecanidae
- Pelecanus crispus

##### Phalacrocoracidae
- Phalacrocorax campbelli
- Phalacrocorax carunculatus
- Phalacrocorax chalconotus
- Phalacrocorax colensoi
- Phalacrocorax nigrogularis
- Phalacrocorax ranfurlyi

##### Sulidae
- Morus capensis

#### Phoenicopteriformes

##### Phoenicopteridae
- Phoenicoparrus andinus

#### Piciformes

##### Galbulidae
- Galbula pastazae
- Jacamaralcyon tridactyla

##### Picidae
- Colaptes fernandinae
- Dendrocopos dorae
- Dendrocopos ramsayi
- Celeus galeatus
- Picoides borealis
- Picumnus limae
- Picumnus steindachneri

##### Ramphastidae
- Capito quinticolor
- Capito wallacei
- Lybius chaplini

#### Podicipediformes

##### Podicipedidae
- Poliocephalus rufopectus
- Tachybaptus pelzelnii

#### Procellariiformes

##### Diomedeidae
- Diomedea antipodensis
- Diomedea epomophora
- Diomedea exulans
- Phoebastria albatrus
- Phoebastria immutabilis
- Thalassarche chrysostoma
- Thalassarche impavida
- Thalassarche salvini

##### Hydrobatidae
- Nesofregetta fuliginosa

##### Procellariidae
- Procellaria aequinoctialis
- Procellaria conspicillata
- Procellaria parkinsoni
- Procellaria westlandica
- Pterodroma arminjoniana
- Pterodroma cervicalis
- Pterodroma cookii
- Pterodroma defilippiana
- Pterodroma externa
- Pterodroma leucoptera
- Pterodroma longirostris
- Pterodroma pycrofti
- Pterodroma sandwichensis
- Pterodroma solandri
- Puffinus bulleri
- Puffinus creatopus
- Puffinus heinrothi

#### Psittaciformes

##### Psittacidae
- Agapornis nigrigenis
- Amazona agilis
- Amazona arausiaca
- Amazona barbadensis
- Amazona brasiliensis
- Amazona collaria
- Amazona finschi
- Amazona guildingii
- Amazona pretrei
- Amazona ventralis
- Amazona versicolor
- Ara militaris
- Aratinga chloroptera
- Aratinga euops
- Bolborhynchus ferrugineifrons
- Cacatua alba
- Cacatua moluccensis
- Cacatua ophthalmica
- Charmosyna palmarum
- Cyanoramphus novaezelandiae
- Cyanoramphus saisetti
- Cyanoramphus unicolor
- Eos cyanogenia
- Eunymphicus cornutus
- Forpus xanthops
- Hapalopsittaca amazonina
- Hapalopsittaca pyrrhops
- Leptosittaca branickii
- Lorius domicella
- Lorius garrulus
- Nestor notabilis
- Polytelis swainsonii
- Primolius couloni
- Prioniturus luconensis
- Prioniturus platenae
- Prosopeia splendens
- Psittaculirostris salvadorii
- Psittrichas fulgidus
- Pyrrhura albipectus
- Pyrrhura calliptera
- Pyrrhura cruentata
- Rhynchopsitta terrisi
- Tanygnathus gramineus
- Touit costaricensis
- Touit stictopterus
- Touit surdus
- Vini peruviana
- Vini stepheni

#### Sphenisciformes

##### Spheniscidae
- Eudyptes chrysocome
- Eudyptes chrysolophus
- Eudyptes pachyrhynchus
- Eudyptes robustus
- Eudyptes schlegeli
- Spheniscus demersus
- Spheniscus humboldti

#### Strigiformes

##### Strigidae
- Bubo philippensis
- Bubo vosseleri
- Glaucidium albertinum
- Glaucidium nubicola
- Mimizuku gurneyi
- Nesasio solomonensis
- Ninox ios
- Ninox natalis
- Ninox odiosa
- Otus angelinae
- Otus hartlaubi
- Otus pembaensis
- Otus sagittatus

##### Tytonidae
- Tyto aurantia
- Tyto inexspectata
- Tyto manusi
- Tyto soumagnei

#### Struthioniformes

##### Apterygidae
- Apteryx australis
- Apteryx haastii

##### Casuariidae
- Casuarius casuarius
- Casuarius unappendiculatus

#### Tinamiformes

##### Tinamidae
- Crypturellus kerriae
- Nothoprocta taczanowskii
- Nothura minor
- Taoniscus nanus
- Tinamus osgoodi

### Cephalaspidomorphi

#### Petromyzontiformes

##### Petromyzontidae
- Mordacia praecox

### Chondrichthyes

#### Carcharhiniformes

##### Carcharhinidae
- Carcharhinus leiodon
- Carcharhinus longimanus
- Carcharhinus obscurus
- Carcharhinus plumbeus
- Carcharhinus signatus
- Negaprion acutidens

##### Hemigaleidae
- Chaenogaleus macrostoma
- Hemigaleus microstoma
- Hemipristis elongatus

##### Scyliorhinidae
- Atelomycterus baliensis
- Aulohalaelurus kanakorum
- Galeus mincaronei
- Haploblepharus fuscus
- Schroederichthys saurisqualus

##### Sphyrnidae
- Sphyrna tudes
- Sphyrna zygaena

##### Triakidae
- Galeorhinus galeus
- Mustelus mustelus
- Mustelus whitneyi
- Scylliogaleus quecketti
- Triakis maculata

#### Lamniformes

##### Alopiidae
- Alopias pelagicus
- Alopias superciliosus
- Alopias vulpinus

##### Cetorhinidae
- Cetorhinus maximus

##### Lamnidae
- Carcharodon carcharias
- Isurus oxyrinchus
- Isurus paucus
- Lamna nasus

##### Odontaspididae
- Carcharias taurus
- Odontaspis ferox

#### Orectolobiformes

##### Brachaeluridae
- Heteroscyllium colcloughi

##### Ginglymostomatidae
- Nebrius ferrugineus
- Pseudoginglymostoma brevicaudatum

##### Hemiscylliidae
- Hemiscyllium hallstromi
- Hemiscyllium strahani

##### Rhincodontidae
- Rhincodon typus

##### Stegostomidae
- Stegostoma fasciatum

#### Rajiformes

##### Arhynchobatidae
- Atlantoraja cyclophora
- Atlantoraja platana
- Rhinoraja albomaculata
- Rioraja agassizii
- Sympterygia acuta

##### Dasyatidae
- Dasyatis colarensis
- Dasyatis fluviorum
- Dasyatis garouaensis
- Himantura chaophraya
- Himantura gerrardi
- Himantura hortlei
- Himantura lobistoma
- Himantura pastinacoides
- Himantura uarnacoides
- Himantura uarnak
- Himantura undulata
- Taeniura meyeni
- Urogymnus asperrimus

##### Gymnuridae
- Gymnura altavela
- Gymnura zonura

##### Myliobatidae
- Aetomylaeus nichofii
- Mobula rochebrunei

##### Narcinidae
- Benthobatis kreffti
- Benthobatis yangi
- Diplobatis colombiensis
- Diplobatis guamachensis
- Diplobatis ommata
- Diplobatis pictus
- Narcine brevilabiata

##### Narkidae
- Heteronarce garmani
- Narke japonica
- Temera hardwickii

##### Platyrhinidae
- Platyrhina sinensis

##### Rajidae
- Amblyraja radiata
- Dipturus australis
- Dipturus crosnieri
- Dipturus mennii
- Dipturus trachydermus
- Dipturus whitleyi
- Gurgesiella dorsalifera
- Leucoraja circularis
- Raja pulchra
- Zearaja chilensis

##### Rhinidae
- Rhina ancylostoma

##### Rhinobatidae
- Aptychotrema timorensis
- Rhinobatos albomaculatus
- Rhinobatos formosensis
- Rhinobatos granulatus
- Rhinobatos irvinei
- Rhinobatos jimbaranensis
- Rhinobatos obtusus
- Rhinobatos penggali
- Rhinobatos thouin
- Rhinobatos typus
- Zapteryx brevirostris

##### Rhinopteridae
- Rhinoptera javanica

##### Rhynchobatidae
- Rhynchobatus australiae
- Rhynchobatus djiddensis
- Rhynchobatus laevis
- Rhynchobatus sp. nov. A
- Rhynchobatus sp. nov. B

##### Urolophidae
- Urolophus bucculentus
- Urolophus sufflavus
- Urolophus viridis

##### Urotrygonidae
- Urotrygon reticulata
- Urotrygon simulatrix

#### Squaliformes

##### Centrophoridae
- Centrophorus granulosus
- Centrophorus lusitanicus
- Centrophorus squamosus

##### Oxynotidae
- Oxynotus centrina

##### Squalidae
- Squalus acanthias
- Squalus montalbani

#### Squatiniformes

##### Squatinidae
- Squatina albipunctata
- Squatina japonica
- Squatina nebulosa
- Squatina tergocellatoides

### Mammalia

#### Afrosoricida

##### Chrysochloridae
- Amblysomus robustus
- Carpitalpa arendsi
- Chlorotalpa duthieae
- Chrysospalax villosus
- Neamblysomus julianae

##### Tenrecidae
- Limnogale mergulus
- Microgale dryas
- Microgale monticola
- Microgale nasoloi

#### Carnivora

##### Eupleridae
- Cryptoprocta ferox
- Mungotictis decemlineata
- Salanoia concolor

##### Felidae
- Acinonyx jubatus
- Felis nigripes
- Leopardus guigna
- Leopardus tigrinus
- Neofelis diardi
- Neofelis nebulosa
- Panthera leo
- Pardofelis marmorata
- Prionailurus rubiginosus

##### Herpestidae
- Bdeogale omnivora
- Herpestes fuscus
- Liberiictis kuhni

##### Mephitidae
- Spilogale pygmaea

##### Mustelidae
- Aonyx cinerea
- Lutrogale perspicillata
- Martes gwatkinsii
- Mustela felipei
- Vormela peregusna

##### Otariidae
- Callorhinus ursinus
- Phocarctos hookeri

##### Phocidae
- Cystophora cristata

##### Ursidae
- Helarctos malayanus
- Melursus ursinus
- Tremarctos ornatus
- Ursus maritimus
- Ursus thibetanus

##### Viverridae
- Arctictis binturong
- Chrotogale owstoni
- Diplogale hosei
- Genetta cristata
- Genetta johnstoni
- Hemigalus derbyanus
- Macrogalidia musschenbroekii
- Paradoxurus zeylonensis
- Viverra megaspila

#### Cetartiodactyla

##### Bovidae
- Ammodorcas clarkei
- Ammotragus lervia
- Bos gaurus
- Bos mutus
- Budorcas taxicolor
- Capra aegagrus
- Capra aegagrus creticus
- Capra nubiana
- Capricornis sumatraensis
- Capricornis swinhoei
- Cephalophus zebra
- Dorcatragus megalotis
- Eudorcas rufifrons
- Gazella arabica
- Gazella cuvieri
- Gazella dorcas
- Gazella erlangeri
- Gazella marica
- Gazella subgutturosa
- Naemorhedus baileyi
- Naemorhedus caudatus
- Naemorhedus griseus
- Oryx leucoryx
- Ovis orientalis gmelini
- Ovis vignei
- Nanger soemmerringii
- Tetracerus quadricornis

##### Cervidae
- Blastocerus dichotomus
- Cervus albirostris
- Hippocamelus antisensis
- Hydropotes inermis
- Mazama bororo
- Mazama bricenii
- Mazama chunyi
- Mazama pandora
- Mazama rufina
- Muntiacus crinifrons
- Pudu mephistophiles
- Pudu puda
- Rucervus duvaucelii
- Rusa marianna
- Rusa timorensis
- Rusa unicolor

##### Delphinidae
- Orcaella brevirostris
- Sousa teuszii

##### Hippopotamidae
- Hippopotamus amphibius

##### Iniidae
- Pontoporia blainvillei

##### Moschidae
- Moschus moschiferus

##### Phocoenidae
- Neophocaena phocaenoides

##### Physeteridae
- Physeter macrocephalus

##### Suidae
- Babyrousa babyrussa
- Babyrousa celebensis
- Sus ahoenobarbus
- Sus barbatus
- Sus philippensis

#### Chiroptera

##### Craseonycteridae
- Craseonycteris thonglongyai

##### Emballonuridae
- Balantiopteryx io
- Taphozous hildegardeae

##### Hipposideridae
- Coelops robinsoni
- Hipposideros curtus
- Hipposideros demissus
- Hipposideros inornatus
- Hipposideros khaokhouayensis
- Hipposideros marisae
- Hipposideros ridleyi
- Hipposideros scutinares
- Hipposideros sorenseni
- Triaenops auritus

##### Megadermatidae
- Macroderma gigas

##### Molossidae
- Molossops aequatorianus
- Mormopterus acetabulosus
- Mormopterus minutus
- Mormopterus norfolkensis
- Mormopterus phrudus
- Tadarida johorensis
- Tadarida petersoni
- Tomopeas ravus

##### Mystacinidae
- Mystacina tuberculata

##### Nycteridae
- Nycteris javanica

##### Phyllostomidae
- Chiroderma improvisum
- Choeroniscus periosus
- Leptonycteris curasoae
- Leptonycteris yerbabuenae
- Lonchophylla hesperia
- Lonchorhina orinocensis
- Musonycteris harrisoni
- Neonycteris pusilla
- Platyrrhinus ismaeli
- Stenoderma rufum
- Sturnira thomasi
- Vampyressa melissa

##### Pteropodidae
- Acerodon leucotis
- Acerodon mackloti
- Dobsonia emersa
- Dyacopterus brooksi
- Eidolon dupreanum
- Harpyionycteris celebensis
- Megaerops kusnotoi
- Megaerops wetmorei
- Myonycteris relicta
- Notopteris macdonaldi
- Notopteris neocaledonica
- Nyctimene keasti
- Nyctimene minutus
- Pteropus aldabrensis
- Pteropus anetianus
- Pteropus faunulus
- Pteropus lylei
- Pteropus mahaganus
- Pteropus melanotus
- Pteropus molossinus
- Pteropus ocularis
- Pteropus ornatus
- Pteropus poliocephalus
- Pteropus rennelli
- Pteropus rufus
- Pteropus temminckii
- Pteropus ualanus
- Pteropus vetulus
- Pteropus voeltzkowi
- Pteropus woodfordi
- Pteropus yapensis
- Rousettus bidens
- Rousettus obliviosus
- Rousettus spinalatus
- Scotonycteris ophiodon
- Styloctenium wallacei
- Syconycteris carolinae
- Syconycteris hobbit

##### Rhinolophidae
- Rhinolophus canuti
- Rhinolophus guineensis
- Rhinolophus hillorum
- Rhinolophus mehelyi
- Rhinolophus ruwenzorii

##### Vespertilionidae
- Arielulus societatis
- Chalinolobus tuberculatus
- Eptesicus guadeloupensis
- Hesperoptenus tomesi
- Kerivoula flora
- Lasiurus degelidus
- Lasiurus insularis
- Lasiurus minor
- Murina aenea
- Murina rozendaali
- Myotis capaccinii
- Myotis dominicensis
- Myotis martiniquensis
- Myotis scotti
- Myotis sicarius
- Myotis vivesi
- Nyctalus furvus
- Plecotus sardus
- Rhogeessa minutilla
- Rhogeessa mira

#### Cingulata

##### Dasypodidae
- Chaetophractus nationi
- Dasypus pilosus
- Priodontes maximus
- Tolypeutes tricinctus

#### Dasyuromorphia

##### Dasyuridae
- Dasyuroides byrnei
- Murexia rothschildi
- Phascogale pirata
- Sminthopsis butleri
- Sminthopsis leucopus

#### Didelphimorphia

##### Didelphidae
- Chacodelphys formosa
- Marmosa xerophila
- Marmosops juninensis
- Micoureus phaeus
- Monodelphis reigi
- Monodelphis umbristriata
- Thylamys karimii

#### Diprotodontia

##### Macropodidae
- Dendrolagus dorianus
- Dendrolagus inustus
- Dendrolagus stellarum
- Dendrolagus ursinus
- Dorcopsis luctuosa
- Lagorchestes hirsutus
- Setonix brachyurus
- Thylogale browni
- Thylogale brunii

##### Phalangeridae
- Ailurops ursinus
- Phalanger matabiru
- Spilocuscus papuensis
- Strigocuscus celebensis

##### Pseudocheiridae
- Pseudocheirus occidentalis
- Pseudochirops coronatus
- Pseudochirulus schlegeli

#### Eulipotyphla

##### Erinaceidae
- Hylomys parvus

##### Soricidae
- Crocidura allex
- Crocidura baluensis
- Crocidura eisentrauti
- Crocidura fumosa
- Crocidura glassi
- Crocidura hispida
- Crocidura kivuana
- Crocidura lucina
- Crocidura macmillani
- Crocidura manengubae
- Crocidura orientalis
- Crocidura zimmermanni
- Cryptotis gracilis
- Cryptotis griseoventris
- Cryptotis magna
- Cryptotis obscura
- Cryptotis phillipsii
- Myosorex longicaudatus
- Myosorex zinki
- Notiosorex villai
- Ruwenzorisorex suncoides
- Sorex macrodon
- Sorex milleri
- Suncus montanus
- Surdisorex norae
- Surdisorex polulus
- Sylvisorex camerunensis
- Sylvisorex lunaris

##### Talpidae
- Desmana moschata
- Galemys pyrenaicus

#### Lagomorpha

##### Leporidae
- Lepus castroviejoi
- Lepus corsicanus
- Lepus hainanus
- Nesolagus netscheri
- Sylvilagus transitionalis

#### Macroscelidea

##### Macroscelididae
- Rhynchocyon petersi
- Rhynchocyon udzungwensis

#### Paucituberculata

##### Caenolestidae
- Caenolestes condorensis
- Caenolestes convelatus

#### Peramelemorphia

##### Peramelidae
- Isoodon auratus

##### Thylacomyidae
- Macrotis lagotis

#### Perissodactyla

##### Equidae
- Equus zebra

##### Rhinocerotidae
- Rhinoceros unicornis

##### Tapiridae
- Tapirus terrestris

#### Primates

##### Aotidae
- Aotus brumbacki
- Aotus griseimembra
- Aotus lemurinus
- Aotus miconax

##### Atelidae
- Alouatta belzebul
- Alouatta discolor
- Ateles paniscus
- Lagothrix lagotricha
- Lagothrix poeppigii

##### Callitrichidae
- Callibella humilis
- Callimico goeldii
- Callithrix aurita
- Mico leucippe
- Mico sp. nov.
- Saguinus niger

##### Cebidae
- Saimiri oerstedii
- Saimiri vanzolinii

##### Cercopithecidae
- Cercocebus atys
- Cercocebus torquatus
- Cercopithecus diana
- Cercopithecus erythrogaster
- Cercopithecus erythrotis
- Cercopithecus hamlyni
- Cercopithecus lhoesti
- Cercopithecus sclateri
- Cercopithecus solatus
- Chlorocebus djamdjamensis
- Colobus polykomos
- Colobus satanas
- Colobus vellerosus
- Macaca arctoides
- Macaca hecki
- Macaca leonina
- Macaca nemestrina
- Macaca nigrescens
- Macaca ochreata
- Macaca siberu
- Macaca tonkeana
- Mandrillus sphinx
- Presbytis frontata
- Presbytis hosei
- Presbytis natunae
- Presbytis thomasi
- Semnopithecus hypoleucos
- Trachypithecus auratus
- Trachypithecus johnii
- Trachypithecus laotum
- Trachypithecus pileatus

##### Cheirogaleidae
- Phaner electromontis
- Phaner parienti

##### Hylobatidae
- Hoolock leuconedys

##### Indriidae
- Propithecus deckenii
- Propithecus verreauxi

##### Lemuridae
- Eulemur albifrons
- Eulemur collaris
- Eulemur coronatus
- Eulemur macaco
- Eulemur mongoz
- Eulemur rubriventer
- Hapalemur griseus
- Hapalemur meridionalis
- Hapalemur occidentalis

##### Lepilemuridae
- Lepilemur edwardsi

##### Lorisidae
- Nycticebus bengalensis
- Nycticebus coucang
- Nycticebus menagensis
- Nycticebus pygmaeus

##### Pitheciidae
- Cacajao ayresi
- Cacajao calvus
- Cacajao hosomi
- Callicebus medemi
- Callicebus melanochir
- Callicebus ornatus
- Callicebus personatus
- Pithecia albicans

##### Tarsiidae
- Tarsius bancanus
- Tarsius dentatus
- Tarsius tarsier

#### Rodentia

##### Bathyergidae
- Cryptomys kafuensis

##### Capromyidae
- Geocapromys brownii
- Geocapromys ingrahami
- Mysateles melanurus

##### Cricetidae
- Aegialomys galapagoensis
- Aepeomys reigi
- Akodon latebricola
- Akodon surdus
- Alticola montosa
- Anotomys leander
- Arvicola sapidus
- Calomys hummelincki
- Dinaromys bogdanovi
- Handleyomys rhabdops
- Hylaeamys oniscus
- Hyperacrius fertilis
- Ichthyomys pittieri
- Juliomys rimofrons
- Mesocricetus auratus
- Microakodontomys transitorius
- Microtus breweri
- Neotoma palatina
- Nesoryzomys fernandinae
- Nesoryzomys narboroughi
- Nesoryzomys swarthi
- Neusticomys venezuelae
- Pearsonomys annectens
- Peromyscus simulus
- Peromyscus zarhynchus
- Phaenomys ferrugineus
- Podomys floridanus
- Podoxymys roraimae
- Proedromys bedfordi
- Punomys kofordi
- Punomys lemminus
- Reithrodontomys hirsutus
- Reithrodontomys microdon
- Reithrodontomys tenuirostris
- Sigmodon alleni
- Sigmodon inopinatus
- Thomasomys apeco
- Thomasomys incanus
- Thomasomys ischyrus
- Thomasomys kalinowskii
- Thomasomys macrotis
- Thomasomys onkiro
- Thomasomys pyrrhonotus
- Thomasomys ucucha

##### Ctenomyidae
- Ctenomys azarae
- Ctenomys bergi
- Ctenomys lami
- Ctenomys latro
- Ctenomys magellanicus
- Ctenomys pundti

##### Dasyproctidae
- Dasyprocta coibae

##### Dinomyidae
- Dinomys branickii

##### Dipodidae
- Allactaga tetradactyla
- Sicista caucasica

##### Echimyidae
- Proechimys decumanus
- Proechimys goeldii
- Proechimys poliopus
- Proechimys roberti

##### Erethizontidae
- Chaetomys subspinosus

##### Gliridae
- Dryomys niethammeri
- Myomimus roachi

##### Heteromyidae
- Chaetodipus dalquesti
- Chaetodipus goldmani
- Dipodomys elator
- Dipodomys nitratoides
- Heteromys teleus

##### Hystricidae
- Hystrix pumila

##### Muridae
- Apomys camiguinensis
- Archboldomys luzonensis
- Bullimus gamay
- Bunomys fratrorum
- Crunomys melanius
- Echiothrix centrosa
- Eropeplus canus
- Gerbillus hoogstraali
- Grammomys minnae
- Haeromys minahassae
- Haeromys pusillus
- Hapalomys delacouri
- Hybomys lunaris
- Kadarsanomys sodyi
- Komodomys rintjanus
- Lemniscomys mittendorfi
- Leporillus conditor
- Lophuromys medicaudatus
- Lophuromys melanonyx
- Margaretamys beccarii
- Mastomys awashensis
- Maxomys inflatus
- Maxomys rajah
- Maxomys whiteheadi
- Meriones sacramenti
- Mus mayori
- Mus vulcani
- Niviventer cameroni
- Niviventer cremoriventer
- Notomys cervinus
- Notomys fuscus
- Otomys lacustris
- Otomys occidentalis
- Phloeomys cumingi
- Pithecheir melanurus
- Praomys degraaffi
- Pseudomys australis
- Pseudomys calabyi
- Pseudomys fieldi
- Pseudomys novaehollandiae
- Pseudomys oralis
- Rattus hoogerwerfi
- Rattus mollicomulus
- Rattus palmarum
- Rattus richardsoni
- Rattus satarae
- Rattus stoicus
- Rattus xanthurus
- Rhynchomys isarogensis
- Srilankamys ohiensis
- Tarsomys echinatus
- Thamnomys kempi
- Thamnomys venustus
- Uromys hadrourus
- Xeromys myoides

##### Nesomyidae
- Delanymys brooksi
- Dendromus oreas
- Eliurus petteri

##### Octodontidae
- Octodon bridgesi
- Octodon lunatus

##### Platacanthomyidae
- Platacanthomys lasiurus

##### Sciuridae
- Callosciurus adamsi
- Callosciurus melanogaster
- Funambulus layardi
- Funambulus sublineatus
- Hyosciurus ileile
- Marmota menzbieri
- Petaurista nobilis
- Petinomys genibarbis
- Petinomys setosus
- Petinomys vordermanni
- Rheithrosciurus macrotis
- Rubrisciurus rubriventer
- Spermophilus citellus
- Spermophilus mohavensis
- Spermophilus townsendii
- Tamias bulleri

##### Spalacidae
- Spalax giganteus
- Spalax zemni

#### Sirenia

##### Dugongidae
- Dugong dugon

##### Trichechidae
- Trichechus inunguis
- Trichechus manatus
- Trichechus senegalensis

### Reptilia

#### Crocodylia

##### Crocodylidae
- Crocodylus acutus
- Crocodylus palustris
- Osteolaemus tetraspis

#### Rhynchocephalia

##### Sphenodontidae
- Sphenodon guntheri

#### Squamata

##### Agamidae
- Ctenophorus yinnietharra
- Draco mindanensis
- Hydrosaurus pustulatus
- Phrynocephalus persicus
- Trapelus savignii
- Tympanocryptis pinguicolla

##### Anguidae
- Abronia mixteca
- Abronia oaxacae
- Abronia taeniata
- Elgaria panamintina

##### Boidae
- Acrantophis dumerili
- Acrantophis madagascariensis
- Epicrates subflavus
- Sanzinia madagascariensis

##### Chamaeleonidae
- Brookesia perarmata
- Furcifer campani
- Furcifer labordi
- Furcifer minor

##### Colubridae
- Achalinus werneri
- Adelophis copei
- Calamodontophis paucidens
- Dryocalamus philippinus
- Dryophiops philippina
- Geophis juliai
- Heterodon simus
- Iguanognathus werneri
- Lamprophis fiskii
- Leptophis modestus
- Liophis atraventer
- Natrix megalocephala
- Oligodon modestum
- Pseudorabdion mcnamarae
- Pseudorabdion talonuran
- Rhadinaea fulvivittis
- Storeria hidalgoensis
- Tantalophis discolor
- Thamnophis gigas
- Thamnophis scaliger
- Thermophis baileyi
- Tropidonophis negrosensis

##### Cordylidae
- Cordylus cataphractus
- Cordylus giganteus
- Cordylus mclachlani
- Pseudocordylus nebulosus
- Tetradactylus breyeri

##### Crotaphytidae
- Crotaphytus reticulatus

##### Elapidae
- Austrelaps labialis
- Denisonia maculata
- Echiopsis atriceps
- Echiopsis curta
- Furina dunmalli
- Hoplocephalus bungaroides
- Laticauda crockeri
- Micrurus ephippifer
- Ogmodon vitianus

##### Gekkonidae
- Ailuronyx trachygaster
- Christinus guentheri
- Gekko ernstkelleri
- Gekko gigante
- Goniurosaurus kuroiwae
- Hoplodactylus stephensi
- Lepidodactylus listeri
- Lygodactylus methueni
- Nactus coindemirensis
- Nactus serpensinsula
- Phelsuma standingi
- Pseudogekko brevipes
- Saurodactylus fasciatus

##### Iguanidae
- Amblyrhynchus cristatus
- Conolophus pallidus
- Conolophus subcristatus
- Ctenosaura clarki
- Ctenosaura defensor
- Cyclura cornuta
- Cyclura cychlura
- Cyclura nubila
- Iguana delicatissima

##### Lacertidae
- Acanthodactylus pardalis
- Darevskia alpina
- Dinarolacerta mosorensis
- Iberolacerta monticola
- Podarcis gaigeae
- Podarcis levendis
- Podarcis milensis

##### Phrynosomatidae
- Sceloporus arenicolus
- Sceloporus maculosus
- Sceloporus megalepidurus
- Sceloporus oberon
- Urosaurus clarionensis
- Uta encantadae
- Uta lowei
- Uta palmeri
- Uta tumidarostra

##### Polychrotidae
- Anisolepis undulatus
- Anolis barkeri
- Anolis naufragus

##### Pygopodidae
- Aprasia aurita
- Aprasia rostrata
- Delma impar
- Delma labialis
- Delma torquata
- Ophidiocephalus taeniatus
- Paradelma orientalis

##### Scincidae
- Acontophiops lineatus
- Anomalopus mackayi
- Chalcides guentheri
- Chalcides manueli
- Chalcides minutus
- Ctenotus lancelini
- Ctenotus zastictus
- Cyclodina alani
- Cyclodina lichenigera
- Cyclodina macgregori
- Cyclodina whitakeri
- Dasia griffini
- Egernia kintorei
- Eumeces dugesii
- Leiolopisma telfairii
- Neoseps reynoldsi
- Niveoscincus palfreymani
- Oligosoma grande
- Oligosoma homalonotum
- Oligosoma microlepis
- Oligosoma otagense
- Oligosoma striatum
- Oligosoma waimatense
- Parvoscincus sisoni
- Scelotes guentheri
- Scelotes kasneri
- Sphenomorphus knollmanae
- Trachylepis wrightii
- Typhlosaurus lomiae

##### Teiidae
- Aspidoscelis catalinensis
- Aspidoscelis gypsi
- Aspidoscelis labialis
- Aspidoscelis martyris
- Cnemidophorus vanzoi

##### Tropidophiidae
- Exiliboa placata

##### Tropiduridae
- Liolaemus huacahuasicus
- Liolaemus lutzae
- Liolaemus occipitalis
- Liolaemus rabinoi

##### Typhlopidae
- Ramphotyphlops exocoeti

##### Varanidae
- Varanus komodoensis
- Varanus olivaceus

##### Viperidae
- Bitis inornata
- Bitis schneideri
- Bothriechis aurifer
- Bothriechis rowleyi
- Bothrops pirajai
- Crotalus stejnegeri
- Montivipera albicornuta
- Ophryacus undulatus
- Vipera dinniki
- Vipera ebneri
- Vipera eriwanensis
- Vipera latastei
- Vipera ursinii
- Zhaoermia mangshanensis

##### Xantusiidae
- Lepidophyma gaigeae
- Lepidophyma micropholis
- Xantusia gracilis

##### Xenosauridae
- Xenosaurus grandis

#### Testudines

##### Carettochelyidae
- Carettochelys insculpta

##### Chelidae
- Acanthochelys pallidipectoris
- Chelodina parkeri
- Elseya branderhorstii
- Hydromedusa maximiliani
- Mesoclemmys zuliae
- Rheodytes leukops

##### Cheloniidae
- Lepidochelys olivacea

##### Chelydridae
- Chelydra rossignoni
- Macrochelys temminckii

##### Emydidae
- Actinemys marmorata
- Clemmys guttata
- Glyptemys insculpta
- Graptemys caglei
- Trachemys decorata
- Trachemys gaigeae
- Trachemys ornata
- Trachemys terrapen
- Trachemys yaquia

##### Geoemydidae
- Cuora amboinensis
- Geoclemys hamiltonii
- Hardella thurjii
- Heosemys grandis
- Malayemys subtrijuga
- Melanochelys tricarinata
- Morenia ocellata
- Morenia petersi
- Notochelys platynota
- Siebenrockiella crassicollis

##### Kinosternidae
- Kinosternon angustipons
- Kinosternon dunni
- Kinosternon sonoriense
- Sternotherus depressus

##### Pelomedusidae
- Pelusios broadleyi

##### Podocnemididae
- Peltocephalus dumerilianus
- Podocnemis erythrocephala
- Podocnemis sextuberculata
- Podocnemis unifilis

##### Testudinidae
- Geochelone chilensis
- Geochelone denticulata
- Geochelone gigantea
- Geochelone nigra
- Geochelone sulcata
- Gopherus agassizii
- Gopherus flavomarginatus
- Gopherus polyphemus
- Homopus bergeri
- Indotestudo travancorica
- Kinixys homeana
- Malacochersus tornieri
- Manouria impressa
- Testudo graeca
- Testudo horsfieldii

##### Trionychidae
- Amyda cartilaginea
- Aspideretes gangeticus
- Aspideretes hurum
- Aspideretes leithii
- Pelochelys bibroni
- Pelodiscus sinensis

### Sarcopterygii

#### Coelacanthiformes

##### Latimeriidae
- Latimeria menadoensis

## Cnidaria

### Anthozoa

#### Actinaria

##### Edwardsiidae
- Nematostella vectensis

#### Gorgonacea

##### Plexauridae
- Eunicella verrucosa

#### Helioporacea

##### Helioporidae
- Heliopora coerulea

#### Scleractinia

##### Acroporidae
- Acropora abrolhosensis
- Acropora aculeus
- Acropora acuminata
- Acropora anthocercis
- Acropora aspera
- Acropora awi
- Acropora batunai
- Acropora caroliniana
- Acropora dendrum
- Acropora derawanensis
- Acropora desalwii
- Acropora donei
- Acropora echinata
- Acropora elegans
- Acropora globiceps
- Acropora hemprichii
- Acropora hoeksemai
- Acropora horrida
- Acropora indonesia
- Acropora jacquelineae
- Acropora kimbeensis
- Acropora kirstyae
- Acropora kosurini
- Acropora listeri
- Acropora loisetteae
- Acropora lokani
- Acropora lovelli
- Acropora microclados
- Acropora multiacuta
- Acropora palmerae
- Acropora paniculata
- Acropora papillare
- Acropora pharaonis
- Acropora plumosa
- Acropora polystoma
- Acropora retusa
- Acropora russelli
- Acropora simplex
- Acropora solitaryensis
- Acropora speciosa
- Acropora spicifera
- Acropora striata
- Acropora tenella
- Acropora turaki
- Acropora vaughani
- Acropora verweyi
- Acropora walindii
- Acropora willisae
- Anacropora matthai
- Anacropora puertogalerae
- Anacropora reticulata
- Astreopora cucullata
- Astreopora incrustans
- Astreopora moretonensis
- Isopora brueggemanni
- Isopora crateriformis
- Isopora cuneata
- Montipora altasepta
- Montipora angulata
- Montipora australiensis
- Montipora cactus
- Montipora calcarea
- Montipora caliculata
- Montipora capricornis
- Montipora cebuensis
- Montipora cocosensis
- Montipora corbettensis
- Montipora crassituberculata
- Montipora delicatula
- Montipora flabellata
- Montipora florida
- Montipora friabilis
- Montipora gaimardi
- Montipora hodgsoni
- Montipora lobulata
- Montipora mactanensis
- Montipora malampaya
- Montipora meandrina
- Montipora orientalis
- Montipora patula
- Montipora samarensis
- Montipora stilosa
- Montipora turtlensis
- Montipora verruculosus
- Montipora vietnamensis

##### Agariciidae
- Agaricia lamarcki
- Leptoseris incrustans
- Leptoseris yabei
- Pachyseris involuta
- Pachyseris rugosa
- Pavona bipartita
- Pavona cactus
- Pavona danai
- Pavona decussata
- Pavona diffluens
- Pavona venosa

##### Astrocoeniidae
- Stylocoeniella cocosensis

##### Caryophylliidae
- Polycyathus isabela

##### Dendrophylliidae
- Turbinaria bifrons
- Turbinaria heronensis
- Turbinaria mesenterina
- Turbinaria patula
- Turbinaria peltata
- Turbinaria reniformis
- Turbinaria stellulata

##### Euphyllidae
- Catalaphyllia jardinei
- Euphyllia ancora
- Euphyllia cristata
- Euphyllia paraancora
- Euphyllia paradivisa
- Euphyllia paraglabrescens
- Nemenzophyllia turbida
- Physogyra lichtensteini
- Plerogyra discus

##### Faviidae
- Australogyra zelli
- Barabattoia laddi
- Caulastrea connata
- Caulastrea curvata
- Caulastrea echinulata
- Cyphastrea agassizi
- Cyphastrea hexasepta
- Cyphastrea ocellina
- Echinopora ashmorensis
- Echinopora robusta
- Favia rosaria
- Favites spinosa
- Goniastrea deformis
- Goniastrea ramosa
- Leptastrea aequalis
- Leptoria irregularis
- Montastraea franksi
- Montastrea multipunctata
- Montastrea salebrosa
- Montastrea serageldini
- Moseleya latistellata
- Platygyra yaeyamaensis

##### Fungiidae
- Fungia curvata
- Fungia seychellensis
- Fungia taiwanensis
- Halomitra clavator
- Heliofungia actiniformis

##### Meandrinidae
- Dendrogyra cylindrus
- Dichocoenia stokesii

##### Mussidae
- Acanthastrea bowerbanki
- Acanthastrea brevis
- Acanthastrea faviaformis
- Acanthastrea hemprichii
- Acanthastrea ishigakiensis
- Acanthastrea regularis
- Lobophyllia dentatus
- Lobophyllia diminuta
- Lobophyllia flabelliformis
- Mycetophyllia ferox
- Symphyllia hassi

##### Oculinidae
- Galaxea acrhelia
- Galaxea astreata
- Galaxea cryptoramosa
- Oculina varicosa

##### Pectiniidae
- Echinophyllia costata
- Mycedium steeni
- Pectinia africanus
- Pectinia alcicornis
- Pectinia lactuca

##### Pocilloporidae
- Pocillopora ankeli
- Pocillopora danae
- Pocillopora elegans
- Pocillopora indiania
- Pocillopora inflata
- Seriatopora aculeata
- Seriatopora dendritica

##### Poritidae
- Alveopora allingi
- Alveopora daedalea
- Alveopora fenestrata
- Alveopora gigas
- Alveopora japonica
- Alveopora marionensis
- Alveopora verrilliana
- Goniopora albiconus
- Goniopora burgosi
- Goniopora cellulosa
- Goniopora planulata
- Goniopora polyformis
- Porites aranetai
- Porites attenuata
- Porites cocosensis
- Porites cumulatus
- Porites horizontalata
- Porites napopora
- Porites nigrescens
- Porites okinawensis
- Porites rugosa
- Porites sillimaniana
- Porites sverdrupi
- Porites tuberculosa
- Poritipora paliformis

##### Siderastreidae
- Anomastraea irregularis
- Coscinaraea hahazimaensis
- Horastrea indica
- Psammocora stellata

### Hydrozoa

#### Milleporina

##### Milleporidae
- Millepora foveolata
- Millepora latifolia

## Mollusca

### Bivalvia

#### Unionoida

##### Hyriidae
- Castalia martensi
- Diplodon expansus
- Diplodon pfeifferi
- Westralunio carteri

##### Iridinidae
- Mutela alata
- Mutela franci

##### Mutelidae
- Aspatharia divaricata
- Aspatharia subreniformis

##### Unionidae
- Lampsilis dolabraeformis
- Pleurobema oviforme
- Pleurobema strodeanum

#### Veneroida

##### Sphaeriidae
- Pisidium artifex

##### Tridacnidae
- Tridacna derasa
- Tridacna gigas
- Tridacna rosewateri
- Tridacna tevoroa

### Gastropoda

#### Allogastropoda

##### Valvatidae
- Valvata virens

#### Architaenioglossa

##### Aciculidae
- Acicula norrisi
- Acicula palaestinensis
- Platyla foliniana
- Platyla lusitanica
- Renea bourguignatiana
- Renea gormonti
- Renea paillona

##### Almacsigafélék
- Lanistes bicarinatus
- Lanistes intortus
- Pila speciosa

##### Cyclophoridae
- Boucardicus albocinctus
- Boucardicus antiquus
- Boucardicus rakotoarisoni
- Boucardicus tridentatus
- Cyathopoma randalana
- Ditropis whitei

##### Diplommatinidae
- Cochlostoma canestrinii
- Opisthostoma bihamulatum
- Opisthostoma michaelis
- Opisthostoma retrovertens
- Opisthostoma senex

##### Neocyclotidae
- Amphicyclotulus liratus
- Amphicyclotulus perplexus

##### Pupinidae
- Hedleya macleayi
- Suavocallia splendens

##### Viviparidae
- Bellamya jucunda
- Campeloma decampi
- Lioplax cyclostomaformis

#### Cycloneritimorpha

##### Hydrocenidae
- Georissa laseroni
- Monterissa gowerensis

#### Eupulmonata

##### Ellobiidae
- Zospeum biscaiense

#### Hygrophila

##### Acroloxidae
- Acroloxus coloradensis

##### Lymnaeidae
- Erinna newcombi
- Stagnicola bonnevillensis

##### Physidae
- Physella spelunca
- Physella utahensis
- Physella zionis

##### Planorbidae
- Bulinus camerunensis
- Bulinus mutandensis
- Bulinus nyassanus
- Bulinus obtusus
- Bulinus transversalis
- Burnupia crassistriata
- Burnupia stuhlmanni
- Ferrissia mcneili
- Gyraulus mauritianus
- Miratesta celebensis
- Planorbella magnifica
- Rhodacme elatior

#### Littorinimorpha

##### Amnicolidae
- Amnicola cora

##### Assimineidae
- Assiminea infirma
- Austroassiminea letha

##### Bithyniidae
- Sierraia expansilabrum
- Sierraia leonensis

##### Hydrobiidae
- Alzoniella elliptica
- Alzoniella hartwigschuetti
- Alzoniella pyrenaica
- Angrobia anodonta
- Angrobia dyeriana
- Angrobia petterdi
- Antrobia breweri
- Aphaostracon asthenes
- Aphaostracon monas
- Aphaostracon pycnum
- Aphaostracon xynoelictum
- Beddomeia angulata
- Beddomeia averni
- Beddomeia bellii
- Beddomeia bowryensis
- Beddomeia briansmithi
- Beddomeia camensis
- Beddomeia forthensis
- Beddomeia franklandensis
- Beddomeia fromensis
- Beddomeia fultoni
- Beddomeia gibba
- Beddomeia hallae
- Beddomeia hullii
- Beddomeia inflata
- Beddomeia kershawi
- Beddomeia kessneri
- Beddomeia krybetes
- Beddomeia launcestonensis
- Beddomeia lodderae
- Beddomeia mesibovi
- Beddomeia petterdi
- Beddomeia phasianella
- Beddomeia protuberata
- Beddomeia ronaldi
- Beddomeia salmonis
- Beddomeia tasmanica
- Beddomeia topsiae
- Beddomeia trochiformis
- Beddomeia turnerae
- Beddomeia waterhouseae
- Beddomeia wilmotensis
- Beddomeia wiseae
- Beddomeia zeehanensis
- Belgrandiella fuchsi
- Bythinella badensis
- Bythinella bavarica
- Bythinella compressa
- Bythinella cylindrica
- Bythinella dunkeri
- Bythinella padiraci
- Bythinella pannonica
- Bythinella viridis
- Bythiospeum acicula
- Bythiospeum articense
- Bythiospeum bourguignati
- Bythiospeum garnieri
- Bythiospeum klemmi
- Bythiospeum quenstedti
- Bythiospeum sandbergeri
- Cincinnatia helicogyra
- Cincinnatia mica
- Cincinnatia monroensis
- Cincinnatia parva
- Cincinnatia ponderosa
- Cincinnatia vanhyningi
- Cincinnatia wekiwae
- Cochliopa texana
- Cochliopina milleri
- Colligyrus depressus
- Durangonella coahuilae
- Fissuria boui
- Fonscochlea accepta
- Fonscochlea aquatica
- Fonscochlea conica
- Fontigens turritella
- Glacidorbis occidentalis
- Hauffenia sp. nov.
- Heleobia scamandri
- Hemistoma flexicolumella
- Hemistoma minutissima
- Heraultiella exilis
- Jardinella carnarvonensis
- Jardinella coreena
- Jardinella corrugata
- Jardinella edgbastonensis
- Jardinella eulo
- Jardinella exigua
- Jardinella isolata
- Jardinella zeidlerorum
- Lepyrium showalteri
- Nanocochlea monticola
- Nanocochlea pupoidea
- Palacanthilhiopsis vervierii
- Paludiscala caramba
- Phrantela annamurrayae
- Phrantela conica
- Phrantela kutikina
- Phrantela pupiformis
- Phrantela umbilicata
- Phreatodrobia imitata
- Pseudamnicola anteisensis
- Pyrgulopsis bacchus
- Pyrgulopsis erythropoma
- Pyrgulopsis gilae
- Pyrgulopsis giuliani
- Pyrgulopsis metcalfi
- Pyrgulopsis ogmoraphe
- Pyrgulopsis thermalis
- Pyrgulopsis thompsoni
- Stiobia nana
- Taylorconcha serpenticola
- Trochidrobia minuta
- Trochidrobia smithi
- Victodrobia burni
- Victodrobia elongata
- Victodrobia millerae

##### Moitessieriidae
- Moitessieria juvenisanguis
- Moitessieria locardi
- Paladilhia pleurotoma
- Spiralix corsica

#### Neogastropoda

##### Conidae
- Conus africanus
- Conus cepasi
- Conus nobrei
- Conus zebroides

#### Sorbeoconcha

##### Pleuroceridae
- Athearnia anthonyi
- Elimia acuta
- Elimia alabamensis
- Elimia albanyensis
- Elimia aterina
- Elimia bellula
- Elimia boykiniana
- Elimia capillaris
- Elimia crenatella
- Elimia fascinans
- Elimia haysiana
- Elimia hydei
- Elimia interrupta
- Elimia interveniens
- Elimia nassula
- Elimia olivula
- Elimia porrecta
- Elimia pybasi
- Elimia strigosa
- Elimia teres
- Elimia troostiana
- Leptoxis ampla
- Leptoxis minor
- Leptoxis picta
- Leptoxis plicata
- Leptoxis praerosa
- Leptoxis taeniata
- Leptoxis virgata
- Lithasia armigera
- Lithasia duttoniana
- Lithasia jayana
- Lithasia lima
- Lithasia salebrosa
- Lithasia verrucosa
- Pleurocera alveare
- Pleurocera annulifera
- Pleurocera brumbyi
- Pleurocera corpulenta
- Pleurocera curta
- Pleurocera foremani
- Pleurocera postelli
- Pleurocera pyrenella
- Pleurocera showalteri
- Pleurocera walkeri

##### Thiaridae
- Cleopatra cridlandi
- Cleopatra exarata
- Melanoides truncatelliformis
- Melanopsis etrusca
- Potadoma vogeli
- Reymondia tanganyicensis

#### Stylommatophora

##### Acavidae
- Ampelita soulaiana
- Clavator moreleti
- Stylodonta unidentata

##### Achatinellidae
- Elasmias cernicum
- Elasmias kitaiwojimanum
- Lamellidea biplicata
- Lamellidea ogasawarana

##### Achatinidae
- Archachatina bicarinata

##### Agriolimacidae
- Deroceras tarraceuse

##### Camaenidae
- Carinotrachia carsoniana
- Cristilabrum isolatum
- Cristilabrum monodon
- Cristilabrum primum
- Cristilabrum rectum
- Cristilabrum simplex
- Cupedora nottensis
- Damochlora spina
- Divellomelon hillieri
- Glyptorhagada bordaensis
- Glyptorhagada euglypta
- Glyptorhagada kooringensis
- Glyptorhagada tattawuppana
- Hadra wilsoni
- Kimboraga koolanensis
- Kimboraga micromphala
- Kimboraga yammerana
- Meridolum benneti
- Meridolum depressum
- Mouldingia occidentalis
- Mussonena campbelli
- Ningbingia australis
- Ningbingia bulla
- Ningbingia dentiens
- Ningbingia laurina
- Ningbingia octava
- Ningbingia res
- Offachloritis dryanderensis
- Ordtrachia elegans
- Pleuroxia hinsbyi
- Prototrachia sedula
- Rhagada gibbensis
- Rhagada harti
- Semotrachia euzyga
- Sinumelon bednalli
- Torresitrachia thedana
- Turgenitubulus aslini
- Turgenitubulus costus
- Turgenitubulus depressus
- Turgenitubulus foramenus
- Turgenitubulus opiranus
- Turgenitubulus pagodula
- Turgenitubulus tanmurrana
- Vidumelon wattii
- Westraltrachia alterna
- Westraltrachia inopinata
- Westraltrachia lievreana
- Westraltrachia porcata
- Westraltrachia recta
- Westraltrachia subtila
- Westraltrachia turbinata

##### Cerastidae
- Pachnodus lionneti
- Pachnodus praslinus

##### Charopidae
- Allocharopa erskinensis
- Cralopa colliveri
- Dupucharopa millestriata
- Geminoropa scindocataracta
- Hedleyoconcha ailaketoae
- Norfolcioconch iota
- Norfolcioconch norfolkensis
- Oreomava otwayensis
- Penescosta mathewsi
- Penescosta sororcula
- Pernagera gatliffi
- Pilsbrycharopa tumida
- Pilula praetumida
- Radiodiscus compactus
- Rhysoconcha atanuiensis
- Roblinella agnewi
- Ruatara oparica
- Sinployea pitcairnensis

##### Chlamydephoridae
- Chlamydephorus burnupi
- Chlamydephorus dimidius

##### Chondrinidae
- Chondrina oligodonta

##### Clausiliidae
- Boettgeria obesiuscula
- Bofilliella subarcuata
- Lamnifera pauli
- Lampedusa imitratix

##### Cochlicopidae
- Cryptazeca elongata
- Cryptazeca monodonta
- Cryptazeca spelaea
- Cryptazeca subcylindrica

##### Discidae
- Discus marmorensis

##### Euconulidae
- Caldwellia imperfecta
- Ctenophila vorticella
- Dupontia levis
- Dupontia nitella
- Dupontia poweri
- Liardetia boninensis
- Plegma caelatura

##### Ferussaciidae
- Amphorella iridescens
- Amphorella melampoides
- Amphorella producta
- Cecilioides connollyi
- Cylichnidia ovuliformis
- Sculptiferussacia clausiliaeformis

##### Gastrodontidae
- Nesokaliella intermedia
- Nesokaliella minuta
- Nesokaliella subturritula

##### Helicarionidae
- Buffetia retinaculum
- Diastole tenuistriata
- Harmogenanina argentea
- Helicarion leopardina
- Helicarion porrectus
- Helicarion rubicundus
- Iredaleoconcha caporaphe
- Kaliella hongkongensis
- Philonesia filiceti
- Philonesia pitcairnensis
- Pittoconcha concinna
- Theskelomensor creon
- Tubuaia fosbergi

##### Helicidae
- Cornu mazzullii
- Idiomela subplicata
- Lampadia webbiana
- Leptaxis furva
- Leptaxis terceirana
- Moreletina obruta
- Theba arinagae

##### Helminthoglyptidae
- Eremarionta immaculata
- Eremarionta millepalmarum
- Helminthoglypta allynsmithi
- Helminthoglypta coelata
- Micrarionta facta
- Micrarionta gabbii
- Micrarionta opuntia
- Monadenia circumcarinata
- Monadenia setosa
- Xerarionta intercisa
- Xerarionta redimita
- Xerarionta tryoni

##### Hygromiidae
- Actinella anaglyptica
- Actinella armitageana
- Actinella carinofausta
- Actinella giramica
- Actinella littorinella
- Candidula setubalensis
- Caseolus calculus
- Caseolus commixtus
- Ciliellopsis oglasae
- Discula cheiranthicola
- Discula tectiformis
- Disculella spirulina
- Helicella stiparum
- Hygromia golasi
- Hystricella bicarinata
- Hystricella echinulata
- Hystricella leacockiana
- Hystricella oxytropis
- Hystricella turricula
- Ichnusomunda sacchii
- Lemniscia calva
- Lemniscia michaudi
- Obelus despreauxii
- Pyrenaearia daanidentata
- Pyrenaearia molae
- Spirorbula latens
- Spirorbula squalida
- Suboestophora jeresae
- Thyrreniellina josephi
- Xerocrassa gharlapsi
- Xerocrassa molinae
- Xerocrassa zaharensis
- Xerotricha bierzona
- Xerotricha mariae

##### Lauriidae
- Lauria fanalensis
- Leiostyla calathiscus
- Leiostyla cheilogona
- Leiostyla concinna
- Leiostyla corneocostata
- Leiostyla degenerata
- Leiostyla ferraria
- Leiostyla filicum
- Leiostyla monticola
- Leiostyla relevata
- Leiostyla vermiculosa

##### Megomphicidae
- Ammonitella yatesii

##### Oreohelicidae
- Oreohelix jugalis
- Oreohelix vortex
- Oreohelix waltoni

##### Orthalicidae
- Bothriembryon bradshaweri
- Bothriembryon brazieri
- Bothriembryon glauerti
- Bothriembryon irvineanus
- Bothriembryon spenceri
- Bothriembryon whitleyi
- Bulimulus akamatus
- Bulimulus alethorhytidus
- Bulimulus amastroides
- Bulimulus blombergi
- Bulimulus calvus
- Bulimulus cavagnaroi
- Bulimulus darwini
- Bulimulus hoodensis
- Bulimulus jervisensis
- Bulimulus nesioticus
- Bulimulus perrus
- Bulimulus rabidensis
- Bulimulus tortuganus
- Bulimulus unifasciatus
- Bulimulus ustulatus
- Drymaeus acervatus
- Drymaeus henseli
- Placostylus ambagiosus
- Placostylus bollonsi
- Placostylus eddystonensis
- Placostylus fibratus
- Placostylus hongii
- Placostylus porphyrostomus

##### Oxychilidae
- Mediterranea amaltheae
- Oxychilus agostinhoi
- Oxychilus lineolatus
- Oxychilus oglasicola

##### Partulidae
- Partula hyalina
- Samoana margaritae

##### Polygyridae
- Cryptomastix magnidentata

##### Pristilomatidae
- Vitrea pseudotrolli

##### Punctidae
- Christianoconcha quintalia
- Pasmaditta jungermanniae
- Punctum seychellarum

##### Pupillidae
- Nesopupa madgei
- Ptychalaea dedecora

##### Rhytididae
- Natalina wesseliana

##### Streptaxidae
- Acanthennea erinacea
- Augustula braueri
- Gonidomus sulcatus
- Gonospira cylindrella
- Gonospira holostoma
- Gonospira madgei
- Gonospira striaticostus
- Gonospira teres
- Gonospira turgidula
- Gulella amboniensis
- Microstrophia nana
- Priodiscus costatus
- Priodiscus serratus
- Silhouettia silhouettae

##### Strophocheilidae
- Gonyostomus insularis

##### Succineidae
- Boninosuccinea ogasawarae
- Boninosuccinea punctulispira

##### Urocyclidae
- Sheldonia puzeyi

##### Vertiginidae
- Gastrocopta boninensis
- Hypselostoma megaphonum
- Hypselostoma perigyra

##### Zonitidae
- Retinella stabilei

## Nemertina

### Enopla

#### Hoplonemertea

##### Prosorhochmidae
- Antiponemertes allisonae
- Katechonemertes nightingaleensis

## Onychophora

### Onychophora

#### Onychophora

##### Peripatopsidae
- Peripatoides indigo
- Peripatoides suteri
- Peripatopsis alba
- Peripatopsis clavigera